# 石田彰
石田 彰（いしだ あきら、1967年11月2日 - ）は、日本の声優、俳優。愛知県日進市（赤池地区）出身。ピアレスガーベラ所属。

## 来歴
子供のころにテレビアニメ『機動戦士ガンダム』を見て声優に憧れる。中学生になってから「マネごとでもいいから芝居をしてみよう」と演劇部に入部し、以降演劇にたずさわる。日本大学藝術学部演劇学科在学中に、江崎プロダクション付属養成所（現：マウスプロモーション付属俳優養成所）に入所する。養成所時代から声優業を始めており、デビューの1年ほど前に参加したOVA『世界名作童話全集』の「おやゆび姫」の王子様役が初仕事だと述べている。
1990年にデビュー、1991年に江崎プロダクションに正式所属。2009年4月に同事務所を離れ、フリーとなった。2012年よりピアレスガーベラ所属。
2005年、第27回（2004年度）アニメージュ・アニメグランプリ声優部門1位に選出。
2007年、第1回声優アワードサブキャラクター賞男優部門受賞（『機動戦士ガンダムSEED DESTINY』アスラン・ザラ役）。

## 特色
キャラクター作りに定評があり、「石田ボイス」と呼ばれる独特な声質で少年から青年まで表現する。ミステリアスな役やクセの強い役を演じることが多い。1995年に『美少女戦士セーラームーンSuperS』のフィッシュ・アイ役で少女のような声を出す男性声優として一躍話題となる。1996年から演じ続けている『新世紀エヴァンゲリオン』の渚カヲル役が有名となっている。
2002年以降、キャラクターソングを歌わない姿勢を貫いている。「最遊記シリーズ」のボーカルアルバム発売において、「僕は歌わない」と宣言し、語りとして参加した。これに関して石田は「この業界の風潮ですけど、なんでもかんでも歌えばいいってもんじゃないっすよ」と述べている。歌の仕事が嫌いというわけではなく、「人が聞くに耐えられるレベルかどうかという問題」であり、自分も恥ずかしくて聴いていられないため「それはやっぱりダメだろう」との判断からである。事務所を辞めるか歌うかの選択を迫られて歌ったこともあるが、石田の歌を聴きたいというファンに対しては「聴くな」「僕のファンだという意識があるなら、あえて聴いてくれるな」と述べ、歌わない宣言以降は、「なるべく避けられるものは避けていく」としている。キャラクターものの企画CDなどへの出演時は、モノローグや朗読での参加という形式を取っている。

## 人物
高校時代は美術部に所属していた。文化祭ではなかったが、部で企画して、廊下に置いとく、ような感じでしていた。
業界内にもファンが多く、栗山千明は『ダ・ヴィンチ』誌のインタビューでファンであることを公言。市道真央（M・A・O）は映画の舞台挨拶で、「石田彰さんが出演されると聞いて嬉しくって、アフレコを見に行きました」と発言。ニッポン放送アナウンサーの吉田尚記によれば、石田に影響されて声優を目指したと話す若手声優が多いといい、実際に公言している人物には、松岡禎丞、逢坂良太、斉藤壮馬らがいる。なお、テレビアニメ『ソードアート・オンライン』のラスボスであるガブリエル・ミラー役に石田が起用された理由について同作品編集者の三木一馬は、「石田さんが主人公キリトを演じる松岡禎丞の尊敬している声優であったため、それを乗り越える演技を引き出すためにラスボスにキャスティングするのはどうか」とアニメシリーズの監督を務めた伊藤智彦からの推薦があったからだと語っている。
庵野秀明監督作品に縁があり、エヴァンゲリオンシリーズ全作のほか『ラブ&ポップ』、『彼氏彼女の事情』に出演している。なお『ヱヴァンゲリヲン新劇場版』シリーズでは、第一作『ヱヴァンゲリヲン新劇場版:序』の段階から渚カヲルの役割や世界観についてのレクチャーを庵野から受けた状態で役作りに臨んでおり、『エヴァンゲリオン』のキャストの中で最も核心やネタバレを知っている。
銃器の知識があり、『機動戦士ガンダムSEED』放送時は設定担当に指摘したこともある。
石田の出身地である愛知県日進市では、市内を走るコミュニティバス「くるりんばす」の車内で、市内の観光スポットを石田の声で案内するサービスが行われている（2019年3月15日の始発便より）。
吹き替えでは、イ・ジュンギをほとんどの作品で担当している。石田演じるジュンギは業界内でも評価が高く、「当たり役」「イ・ジュンギの日本語の声と言えば」とも称されるほどに定着している。
また、『タイタニック』の日本テレビ版でレオナルド・ディカプリオ演ずるジャック・ドーソンの吹き替えを担当したことでも知られている。このバージョンはファンからの人気が高く、本バージョンの放送情報が流れると、SNSなどでは反響が起こるという。ムービープラスでの放映時には石田も「自身のバージョンはパッケージ化されていなくて、こうして放送されないと自分でも観ることができないので、今回の放送はかなり待ち遠しかった」と喜びを語った。2021年5月には「金曜ロードショー」内で実施されたリクエスト企画の第4弾としてオンエアされ、Twitterを中心にネット上で大きな話題を集めた。石田は放送に寄せて「2003年製作の放送用素材がこうして再び日の目を見ることになったのは、本作を見たいとたくさんのリクエストを寄せてくださった皆さんのおかげです」と視聴者に感謝を述べ、「ジャックの声を演じるにあたり、未来への希望を担保にした自信が彼を突き動かす原動力になっていると思うので『若さゆえの勢い』と言う部分を意識しました」とアフレコを振り返った。

## 出演
太字はメインキャラクター。

### テレビアニメ
1990年
- 機動警察パトレイバー（整備員）
- 昆虫物語 みなしごハッチ（クマバチ(4)）
- 三つ目がとおる（タカシ）

1991年
- おれは直角（一文字）
- 魔法のエンジェルスイートミント（馬）
- らんま1/2 熱闘編（1991年 - 1992年、男子生徒、湯太郎 他）

1992年
- コボちゃん（鶴田）
- サラダ十勇士トマトマン（パセリ）
- 魔法のプリンセス ミンキーモモ 夢を抱きしめて（1991年放送）（ジョー）

1993年
- クッキングパパ（1993年 - 1994年、長男、客A、男）
- 姫ちゃんのリボン

1994年
- カラオケ戦士マイク次郎（カラオケライダー）
- ゴールFH（天野、溝口、大野、今村）
- それいけ!アンパンマン（クマ太の父）
- 超くせになりそう（1994年 - 1995年、神岡龍）
- とっても!ラッキーマン（正義守 / カッコマン）
- とんでぶーりん（水野光一）
- ママレード・ボーイ（土屋蛍）
- ヤマトタケル（アマツミ）
- 勇者警察ジェイデッカー（水島新）
- 幽☆遊☆白書（中学生 仙水 / 仙水〈少年〉）

1995年
- 恐竜冒険記ジュラトリッパー（ミント）
- 闘魔鬼神伝ONI（朱羅丸）
- 飛べ!イサミ（アイドル）
- ナースエンジェルりりかSOS（宇崎星夜、ハーブ）
- NINKU -忍空-（赤雷）
- 美少女戦士セーラームーンSuperS（フィッシュ・アイ）

1996年
- いじわるばあさん（男子）
- スレイヤーズ シリーズ（1996年 - 2009年、ゼロス、ケレル） - 4シリーズ
- 新世紀エヴァンゲリオン（渚カヲル）
- ちびまる子ちゃん（少年）
- ドン・キホーテ（ヤギ飼い）
- みどりのマキバオー（三枝友則）
- 名探偵コナン（1996年 - 2007年、籏本一郎、白馬探、綿引勝史）

1997年
- きこちゃんすまいる（輝木ひかる）
- CLAMP学園探偵団（雄大寺挑）
- クレヨンしんちゃん（1997年 - 2005年、マイケル、カズオ、キャスター、三浦カズオ、少年B、グルメ子爵、藤島タツミ）
- 剣風伝奇ベルセルク（1997年 - 1998年、ジュドー）
- 深海伝説MEREMANOID（レオン）
- 逮捕しちゃうぞ（1997年 - 2008年、サキ・アブドゥーシャ、スリ） - 2シリーズ
- 爆走兄弟レッツ&ゴー!!WGP（シュミット）
- マッハGoGoGo（リメイク版）（立石匠）

1998年
- アンドロイド・アナ MAICO 2010（天方院・S・あきら）
- 彼氏彼女の事情（池田一馬）
- 星方武侠アウトロースター（ヤセ）
- センチメンタルジャーニー（山本昌宏）
- タッチ Miss Lonely Yesterday あれから君は…（佐々木）
- 超魔神英雄伝ワタル（コール）
- ドラえもん（テレビ朝日版第1期）（1998年 - 2004年、弟、藻手杉、わたる）
- Night Walker -真夜中の探偵-（俊一）
- 南海奇皇ネオランガ（田中武蔵）
- MASTERキートン（松井宏）
- ももいろシスターズ（戸張章）
- YAT安心!宇宙旅行（ノア星人）
- LEGEND OF BASARA（タタラ）
- LET'S ぬぷぬぷっ（大森兄夫）

1999年
- 人形草紙あやつり左近（森誠一）
- ゴクドーくん漫遊記（ゴクドー・ユーコット・キカンスキー、セイギ）
- ジバクくん（爆）
- 週刊ストーリーランド（1999年 - 2001年、クル、男B、学生）
- 仙界伝 封神演義（申公豹）
- デジモンアドベンチャー（ウィザーモン）
- 天使になるもんっ!（ミカエル）
- セラフィムコール（ナレーション）

2000年
- 犬夜叉（甘利信長）
- 金田一少年の事件簿（右艮真一）
- 最遊記シリーズ（2000年 - 2022年、猪八戒、天蓬元帥） - 5シリーズ
- サクラ大戦TV（蒼き刹那）
- 真・女神転生デビチル（2000年 - 2001年、トオル、ザックーム、マモン）
- デジモンアドベンチャー02（ウィザーモン）
- BOYS BE…（胡桃沢マコト）
- ポケットモンスター（2000年 - 2002年、ハヤト、バルキー）
- マイアミ☆ガンズ（フリオ・ピースメーカー）
- 女神候補生（アラクド・ナロック、ユウ・ヒクラ）

2001年
- おまかせ!プルーデンスおばさん（インストラクター）
- こげぱん（クリームぱん、パンや、マヨネーズぱん、食ぱん）
- ジャングルはいつもハレのちグゥ（橘誠一）
- テイルズ オブ エターニア THE ANIMATION（リッド・ハーシェル）
- テニスの王子様（観月はじめ、他校生）
- FF：U 〜ファイナルファンタジー:アンリミテッド〜（雲〈魔剣士〉）
- 魔法少女猫たると（ガレット、ナレーション）
- 魔法戦士リウイ（ヘクター）

2002年
- あたしンち（生徒1、中学生）
- おジャ魔女どれみドッカ〜ン!（少年）
- キディ・グレイド（アンオウ）
- キ・ファイターテラン（ナイトメア）
- 機動戦士ガンダムSEED（2002年 - 2005年、アスラン・ザラ） - 2シリーズ
- キャプテン翼（平成版）（松山光）
- サイボーグ009 THE CYBORG SOLDIER（アポロン）
- SAMURAI DEEPER KYO（猿飛サスケ）
- 七人のナナ（神近優一）
- 十二国記（更夜 / 犬狼真君、班渠）
- スパイラル －推理の絆－（アイズ・ラザフォード）
- 東京ミュウミュウ（俊介）
- パタパタ飛行船の冒険（ボブ・ハリソン）
- ポケットモンスター アドバンスジェネレーション（2002年 - 2005年、ジョシュウ、ヒュウガ）

2003年
- ガンパレード・マーチ 〜新たなる行軍歌〜（速水厚志）
- 銀河鉄道物語（オーウェン）
- クロノクルセイド（クロノ）
- セイント・ビースト〜聖獣降臨編〜（麒麟のユダ）
- 高橋留美子劇場（小田切、級友）
- 探偵学園Q（東條真澄）
- D・N・ANGEL（日渡怜）
- デジガールPOP!（コウ）
- なるたる（小森朋典）
- NARUTO -ナルト-（2003年 - 2017年、我愛羅） - 2シリーズ
- 無人惑星サヴァイヴ（ハワード）

2004年
- 学園アリス（鳴海先生）
- 吟遊黙示録マイネリーベ（石月ナオジ）
- ケロロ軍曹（2004年 - 2014年、サブロー / 623、宇宙ヒル、でしべる君、六二三、隊員） - 2シリーズ
- げんしけん（2004年 - 2007年、朽木学） - 2シリーズ
- 金色のガッシュベル!!（2004年 - 2005年、ウォンレイ、イバリス、ラウシン・モー〈初代〉）
- 天上天下（真田）
- 遙かなる時空の中で-八葉抄-（安倍泰明）
- 舞-HiME（炎凪）
- MADLAX（ロペス）
- MEZZO -メゾ-（麻碑斗）

2005年
- うえきの法則（犬丸）
- エレメンタル ジェレイド（クー / クード・ヴァン・ジルエット）
- ギャラリーフェイク（ヒロト）
- 好きなものは好きだからしょうがない!!（七海かい）
- 戦国英雄伝説 新釈 眞田十勇士 The Animation（織田信長〈少年時代〉）
- DIGITAL MONSTER X-evolution（ウィザーモン）
- 忍たま乱太郎（2005年 - 2025年、綾部喜八郎）
- ぺとぺとさん（和賀八郎）
- 舞-乙HiME（ナギ・ダイ・アルタイ）
- まじめにふまじめ かいけつゾロリ（2005年 - 2006年、ロジャー）
- 魔法先生ネギま!（フェイト・アーウェルンクス）
- 遊☆戯☆王デュエルモンスターズGX（エド・フェニックス）

2006年
- アニマル横町（薔薇海貴人）
- 陰からマモル!（雲隠雷十郎）
- ガラスの艦隊（ヴェッティ＝ルナード＝スフォルツァ＝ド＝ロズレ）
- 銀河鉄道物語 〜永遠への分岐点〜（キリアン・ブラック）
- 銀魂（2006年 - 2018年、桂小太郎） - 4シリーズ
- 吟遊黙示録マイネリーベwieder（石月ナオジ）
- 結界師（月地ヶ岡俊彦）
- サムライジャック（ピブルス）
- 少年陰陽師（安倍晴明〈青年〉）
- NIGHT HEAD GENESIS（霧原直也）
- NANA（岡崎真一）
- 西の善き魔女 Astraea Testament（ロット・クリスバード）
- BLOOD+（ジョエル・ゴルドシュミット）
- 落語天女おゆい（小塚原右京）

2007年
- アイドルマスター XENOGLOSSIA（カラス）
- かみちゃまかりん（錦織みちる）
- CLAYMORE（ザキ〈妖魔〉）
- 鋼鉄三国志（呂蒙子明）
- シャイニング・ティアーズ・クロス・ウィンド（霧谷魁斗〈キリヤ〉）
- しゅごキャラ!（2007年 - 2009年、天河司、管理員） - 3シリーズ
- セイント・ビースト〜光陰叙事詩天使譚〜（麒麟のユダ）
- のだめカンタービレ（高橋紀之）
- 遙かなる時空の中で3（2007年 - 2010年、リズヴァーン） - 特別編2作品
- バンブーブレード（栄花段十朗、イエローブレイバー）
- ぼくらの（コエムシ）
- ルパン三世 霧のエリューシヴ（エシカ）

2008年
- あかね色に染まる坂（西野冬彦）
- カオス;ヘッド -CHAOS;HEAD-（高科史男）
- キャシャーン Sins（ルート、マルゴー）
- 今日からマ王! 第3シリーズ（サラレギー）
- タカネの自転車（ヨヨギ）
- 図書館戦争（小牧幹久）
- ドルアーガの塔 シリーズ（2008年 - 2009年、カリー） - 2シリーズ
- 夏目友人帳（2008年 - 2024年、名取周一、親戚のおじさん） - 7シリーズ
- Mnemosyne-ムネモシュネの娘たち-（エイポス）
- ロボディーズ -RoboDz- 風雲篇（ネクロン）

2009年
- キディ・ガーランド（アンオウ、トップ）
- クイーンズブレイド 玉座を継ぐ者（堕天使デルモア）
- 獣の奏者 エリン（ダミヤ）
- 宇宙をかける少女（エミリオ・スール）
- 戦う司書 The Book of Bantorra（モッカニア＝フルール）
- 初恋限定。（連城由紀人）
- PandoraHearts（ザークシーズ＝ブレイク）
- ミラクル☆トレイン〜大江戸線へようこそ〜（とくがわ）
- メタルファイト ベイブレード（2009年 - 2011年、大池トビオ） - 2シリーズ

2010年
- 裏切りは僕の名前を知っている（祗王泠呀 / 若宮奏多）
- Angel Beats!（謎の青年）
- スーパーロボット大戦OG -ジ・インスペクター-（メキボス、イーグレット・ウルズ、イーグレット・アンサズ、イーグレット・スリサズ）
- STAR DRIVER 輝きのタクト（ヘッド）
- 戦国BASARA シリーズ（2010年 - 2014年、竹中半兵衛） - 2シリーズ
- そらのおとしものf（パンツロボ）
- ドラえもん（テレビ朝日版第2期）（王子）
- ぬらりひょんの孫（隠神刑部玉章）
- ハートキャッチプリキュア!（コロン）
- 薄桜鬼 碧血録（正木時茂）

2011年
- 神様のメモ帳（ヨシキ）
- トリコ（2011年 - 2014年、トミーロッド）
- Dororonえん魔くん メ〜ラめら（すってん童子）
- ファイ・ブレイン 神のパズル（2011年 - 2014年、軸川ソウジ） - 3シリーズ
- FAIRY TAIL（2011年 - 2024年、ゼレフ、アリオス） - 4シリーズ
- Fate/Zero（2011年 - 2012年、雨生龍之介） - 2シリーズ
- 変ゼミ（武蔵小麦）
- ベン・トー（ヘラクレスの棍棒）
- 輪るピングドラム（多蕗桂樹）
- 未来日記（秋瀬或）
- ルパン三世 血の刻印 〜永遠のMermaid〜（氷室）

2012年
- アクセル・ワールド（イエロー・レディオ）
- あらしのよるに 〜ひみつのともだち〜（クロ）
- エリアの騎士（荒木竜一）
- 神様はじめました（2012年 - 2015年、ミカゲ） - 2シリーズ
- PSYCHO-PASS サイコパス（2012年 - 2013年、縢秀星）
- SKET DANCE（真賀田道則〈マガーファンクル〉）
- 男子高校生の日常（会長）
- 超訳百人一首 うた恋い。（藤原義孝）
- NARUTO -ナルト- SD ロック・リーの青春フルパワー忍伝（我愛羅）
- はぐれ勇者の鬼畜美学（ミハエル）
- まじっく快斗（白馬探）

2013年
- RDG レッドデータガール（村上穂高）
- AMNESIA（ケント）
- アラタカンガタリ〜革神語〜（ハルナワ）
- 京騒戯画（稲荷、明恵上人）
- 血液型くん!（2013年 - 2016年、O型くん） - 4シリーズ
- サーバント×サービス（ルーシー父）
- しろくまカフェ（メガネザル）
- 聖闘士星矢Ω（アモール）
- ダンガンロンパ 希望の学園と絶望の高校生 The Animation（十神白夜）
- 探検ドリランド -1000年の真宝-（光貴公神ディオル）
- 断裁分離のクライムエッジ（中嶋正義）
- 東京レイヴンズ（比良多篤祢）
- 八犬伝―東方八犬異聞― 第二期（華月）
- BROTHERS CONFLICT（千秋）
- 魔界王子 devils and realist（サマエル）
- マギ The kingdom of magic（ユナン）
- メガネブ!（鉢嶺智）

2014年
- 暁のヨナ（アン・ジュンギ）
- 怪盗ジョーカー（ビリジアン）
- 寄生獣 セイの格率（島田秀雄）
- キャプテン・アース（嵐エイジ）
- サムライフラメンコ（ビヨンド・フラメンコ）
- ディーふらぐ!（長沼）
- テラフォーマーズ（2014年 - 2016年、ジョセフ・G・ニュートン） - 2シリーズ
- 信長協奏曲（堀秀政）
- ノブナガン（フランソワ・ヴィドック）
- マジンボーン（2014年 - 2015年、ヴィクトール）
- ONE PIECE（2014年 - 2018年、キャベンディッシュ / ハクバ）

2015年
- 赤髪の白雪姫（イザナ・ウィスタリア・クラリネス）
- カードファイト!! ヴァンガードG（2015年 - 2017年、東雲ショウマ） - 4シリーズ
- キュートランスフォーマー 帰ってきたコンボイの謎（ウルトラマグナス）
- 血界戦線（2015年 - 2017年、堕落王フェムト） - 2シリーズ
- 櫻子さんの足下には死体が埋まっている（磯崎齋）
- 聖剣使いの禁呪詠唱（駿河安東）
- ダイヤのA シリーズ（2015年 - 2020年、渡辺久志） - 2シリーズ
- デュエル・マスターズ VS シリーズ（2015年 - 2016年、ワラマキ、ノリマキ） - 2シリーズ
- 美男高校地球防衛部LOVE!（2015年 - 2016年、知久和武、常磐都丸） - 2シリーズ
- ランス・アンド・マスクス（花房森）
- 六花の勇者（テグネウ）
- ONE PIECE エピソードオブサボ 〜3兄弟の絆 奇跡の再会と受け継がれる意志〜（キャベンディッシュ）

2016年
- 境界のRINNE（2016年 - 2017年、黒洲） - 2シリーズ
- クラシカロイド（2016年 - 2018年、パッド君） - 2シリーズ
- 坂本ですが?（久保田吉伸）
- 終末のイゼッタ（ハイゼンベルク）
- 少女たちは荒野を目指す（黒田岩男）
- 昭和元禄落語心中（2016年 - 2017年、有楽亭八雲 / 菊比古） - 2シリーズ
- タイムトラベル少女〜マリ・ワカと8人の科学者たち〜（ハインリッヒ・ヘルツ）
- ダンガンロンパ3 -The End of 希望ヶ峰学園- 絶望編 / 未来編 / 希望編（超高校級の詐欺師、十神白夜） - 2シリーズ + 特別編
- ディバインゲート（オズ）
- Dimension W（アルベルト・シューマン）
- ドリフターズ（源九郎判官義経）
- 文豪ストレイドッグス（2016年 - 2023年、フョードル・D） - 4シリーズ
- マギ シンドバッドの冒険（ユナン）
- 遊☆戯☆王ARC-V（エド・フェニックス）

2017年
- タイムボカン24（服部半蔵）
- CHAOS;CHILD（高科史男）
- チェインクロニクル 〜ヘクセイタスの閃〜（ユーリ）
- 3月のライオン（2017年 - 2018年、宗谷冬司） - 2シリーズ
- まけるな!!あくのぐんだん!（チクちゃん）
- 笑ゥせぇるすまんNEW（弱腰過）
- 妖怪アパートの幽雅な日常（一色黎明）
- 魔法陣グルグル（総裁）
- 恋と嘘（仁坂騎士）
- BORUTO-ボルト- -NARUTO NEXT GENERATIONS-（2017年 - 、我愛羅）
- 食戟のソーマ（2017年 - 2020年、司瑛士） - 4シリーズ
- 少女終末旅行（カナザワ）
- 妹さえいればいい。（神崎信繁）
- クジラの子らは砂上に歌う（オルカ）
- UQ HOLDER! 〜魔法先生ネギま!2〜（フェイト・アーウェルンクス）
- キノの旅 -the Beautiful World- the Animated Series（男）
- EVIL OR LIVE（楊奇〈ヨウ〉）
- 魔法使いの嫁（2017年 - 2023年、ウィル・オー・ウィスプ） - 2シリーズ

2018年
- 伊藤潤二『コレクション』（青年）
- 重神機パンドーラ（ロン・ウー）
- 魔法少女 俺（改造人間六轟 / 藤本六轟）
- されど罪人は竜と踊る（ズオ・ルー / 男）
- デビルズライン（石丸惠巳）
- 美男高校地球防衛部HAPPY KISS!（佐井吾郎）
- 中間管理録トネガワ（荻野圭一）
- 深夜!天才バカボン（レレレのおじさん）
- ロード オブ ヴァーミリオン 紅蓮の王（十文字駿河）
- はたらく細胞（2018年 - 2021年、がん細胞） - 2シリーズ
- 異世界魔王と召喚少女の奴隷魔術（キイラ・L・グリーンウッド）
- アンゴルモア 元寇合戦記（安徳帝）
- ソードアート・オンライン アリシゼーション（2018年 - 2020年、サトライザー / ガブリエル・ミラー / ベクタ） - 3シリーズ
- 学園BASARA（竹中半兵衛）

2019年
- 賭ケグルイ××（尾喰凜）
- モブサイコ100 II（最上啓示）
- 不機嫌なモノノケ庵 續（黒コートの男 / 芦屋榮）
- ポプテピピック TVスペシャル 青龍ver.（ピピ美〈第13話Bパート〉）
- ねこねこ日本史（小西行長、近松門左衛門、家臣）
- アイカツフレンズ!〜かがやきのジュエル〜（レオ シャーロット）
- キャロル&チューズデイ（ブラックナイト）
- ありふれた職業で世界最強（清水幸利）
- 厨病激発ボーイ（ファウスト、ベンジャミン、おじさん、漫研部部長）
- アフリカのサラリーマン（カメ社長）
- 七つの大罪 シリーズ（2019年 - 2021年、リュドシエル） - 2シリーズ
- Dr.STONE（2019年 - 2025年、氷月） - 5シリーズ

2020年
- 痛いのは嫌なので防御力に極振りしたいと思います。（2020年 - 2023年、マルクス） - 2シリーズ
- けだまのゴンじろー（昔のぴかっちょ）
- ダーウィンズゲーム（オボロ）
- Re:ゼロから始める異世界生活（2020年 - 2025年、レグルス） - 4シリーズ
- 戦乙女の食卓（2020年 - 2021年、オットー・アポカリプス） - 2シリーズ
- くまクマ熊ベアー（2020年 - 2023年、国王） - 2シリーズ
- 池袋ウエストゲートパーク（葉山ツカサ）

2021年
- 怪物事変（蓼丸昭夫）
- ワールドトリガー（2021年 - 2022年、王子一彰） - 2シリーズ
- ドラゴンクエスト ダイの大冒険 (2020)（2021年 - 2022年、ラーハルト）
- フルーツバスケット（草摩晶）
- MARS RED（タケウチ）
- 美少年探偵団（双頭院踊）
- ヴァニタスの手記（2021年 - 2022年、先生） - 2シリーズ
- 平穏世代の韋駄天達（プロンテア）
- 転生したらスライムだった件（2021年 - 2024年、ギィ・クリムゾン） - 2シリーズ
- キミとフィットボクシング（ヒロ）
- デジモンゴーストゲーム（2021年 - 2023年、東御手洗清司郎）
- テスラノート（ピノ）
- 鬼滅の刃（2021年 - 2023年、上弦の参・猗窩座） - 3シリーズ / 2023年に劇場総集編『上弦集結、そして刀鍛冶の里へ』公開
- ルパン三世 PART6（2021年 - 2022年、花屋のバイト、モリアーティ）

2022年
- トライブナイン（神谷瞬）
- 賢者の弟子を名乗る賢者（白フード）
- 乙女ゲー世界はモブに厳しい世界です（ルクシオン）
- 薔薇王の葬列（リッチモンド）
- 骸骨騎士様、只今異世界へお出掛け中（ドミティアヌス）
- 東京ミュウミュウ にゅ〜♡（2022年 - 2023年、藍沢誓司） - 2シリーズ
- 黒の召喚士（トリスタン・ファーゼ）
- 名探偵コナン 犯人の犯沢さん（白馬探）
- うちの師匠はしっぽがない（恵比寿家歌緑）
- 後宮の烏（封宵月）

2023年
- HIGH CARD（2023年 - 2024年、フードの人物 / ララ・ヴァルデンクライン） - 2シリーズ
- 神達に拾われた男2（コーキン）
- 火狩りの王（2023年 - 2024年、ひばり） - 2シリーズ
- 六道の悪女たち（木島耕太〈課長〉）
- 逃走中 グレートミッション（2023年 - 2025年、シド フェニックス）
- 魔術士オーフェンはぐれ旅 聖域編（アルマゲスト）
- ゴールデンカムイ（松田平太）
- 彼女が公爵邸に行った理由（ヒーカー・デミント）
- Helck（ホン）
- MIX MEISEI STORY 2ND SEASON 〜二度目の夏、空の向こうへ〜（謎の声 / 佐々木）
- わたしの幸せな結婚（2023年 - 2025年、堯人） - 2シリーズ
- Paradox Live THE ANIMATION（白衣の男 / 博士）
- 君のことが大大大大大好きな100人の彼女（2023年 - 2025年、羽香里の父） - 2シリーズ

2024年
- 魔女と野獣（マット・クーガ）
- スナックバス江（猫ブルー、猫レッド、猫パープル、猫イエロー）
- 貼りまわれ!こいぬ（先生）
- 夜桜さんちの大作戦（鳩田飛鳥）
- 科学×冒険サバイバル!（2024年 - 2025年、ケイ）
- 来世は他人がいい（深山霧島）
- 株式会社マジルミエ（古賀圭）

2025年
- 天久鷹央の推理カルテ（蘆屋雄太）
- 俺だけレベルアップな件 Season 2 -Arise from the Shadow-（アリの王、ベル）
- 戦隊大失格（西木有、マガティア）
- 炎炎ノ消防隊 参ノ章（大黒部長）
- 3年Z組銀八先生（桂小太郎）

### 劇場アニメ
1991年
- らんま1/2 中国寝崑崙大決戦! 掟やぶりの激闘篇!!（村人）

1992年
- せんぼんまつばら 川と生きる少年たち（ソウジ）
- 銀河英雄伝説外伝 黄金の翼

1993年
- 蒼い記憶 満蒙開拓と少年たち（浅川勇介）

1995年
- スラムダンク 吠えろバスケットマン魂!! 花道と流川の熱き夏（水沢イチロー）

1996年
- 賢治のトランク（白猫）

1997年
- 栄光へのシュプール 猪谷千春物語（杉山進）
- 新世紀エヴァンゲリオン劇場版 シト新生 / Air/まごころを、君に（渚カヲル） - 2作品

1999年
- ガンドレス（リュウ・サエキ）

2001年
- 劇場版幻想魔伝 最遊記 選ばれざる者への鎮魂歌（猪八戒）
- スレイヤーズぷれみあむ（ゼロス）
- パンダ・アドベンチャー（クェンティン）

2002年
- シックス・エンジェルズ（JC）
- Piaキャロットへようこそ!! 〜さやかの恋物語〜（前田耕治）

2005年
- 劇場版 テニスの王子様 跡部からの贈り物 君に捧げるテニプリ祭り（観月はじめ）
- 劇場版 NARUTO -ナルト- 大激突!幻の地底遺跡だってばよ（我愛羅）

2006年
- 劇場版 遙かなる時空の中で 舞一夜（安倍泰明）
- 超劇場版ケロロ軍曹（サブロー）
- ブレイブ ストーリー（石岡）
- 名探偵コナン 探偵たちの鎮魂歌（白馬探）

2007年
- ヱヴァンゲリヲン新劇場版（2007年 - 2021年、渚カヲル） - 4部作
- キディ・グレイド（アンオウ）
- 劇場版BLEACH The DiamondDust Rebellion もう一つの氷輪丸（草冠宗次郎）
- 超劇場版ケロロ軍曹2 深海のプリンセスであります!（サブロー）

2008年
- 映画 Yes!プリキュア5GoGo! お菓子の国のハッピーバースディ♪（ドライ）
- 超劇場版ケロロ軍曹3 ケロロ対ケロロ天空大決戦であります!（サブロー）

2009年
- 劇場版 NARUTO -ナルト- 疾風伝 火の意志を継ぐ者（我愛羅）
- 超劇場版ケロロ軍曹 撃侵ドラゴンウォリアーズであります!（サブロー）

2010年
- 劇場版 銀魂 新訳紅桜篇（桂小太郎）
- 劇場版メタルファイト ベイブレードVS太陽 灼熱の侵略者ソルブレイズ（大池トビオ）
- 超劇場版ケロロ軍曹 誕生!究極ケロロ 奇跡の時空島であります!!（サブロー）

2011年
- 劇場版アニメ 忍たま乱太郎 忍術学園 全員出動!の段（綾部喜八郎）
- 劇場版 NARUTO -ナルト- 炎の中忍試験! ナルトVS木ノ葉丸!!（我愛羅）
- ハートの国のアリス 〜Wonderful Wonder World〜（ジョーカー）

2012年
- あらしのよるに 〜ひみつのともだち〜 シアターセレクション 〜出会い編〜（クロ）
- 図書館戦争 革命のつばさ（小牧幹久）

2013年
- あらしのよるに 〜ひみつのともだち〜 シアターセレクション 〜きずな編〜（クロ）
- 劇場版 空の境界 未来福音（倉密メルカ / 瓶倉光溜）
- 劇場版 銀魂 完結篇 万事屋よ永遠なれ（桂小太郎）
- 劇場版 トリコ 美食神の超食宝（トミーロッド）
- スタードライバー THE MOVIE（ヘッド）
- Fate/ゼロカフェ（龍之介）
- PERSONA3 THE MOVIE #1 Spring of Birth（結城理、ファルロス）

2014年
- 奇魂侍（桜花）
- THE LAST -NARUTO THE MOVIE-（我愛羅）
- PERSONA3 THE MOVIE #2 Midsummer Knight's Dream（結城理）

2015年
- サイボーグ009VSデビルマン（アポロン）
- PERSONA3 THE MOVIE #3 Falling Down（結城理）
- BORUTO -NARUTO THE MOVIE-（我愛羅）

2016年
- アクセル・ワールド INFINITE∞BURST（イエロー・レディオ）
- シンドバッド 魔法のランプと動く島（ガリプ）
- シンドバッド（ガリプ）
- PERSONA3 THE MOVIE #4 Winter of Rebirth（結城理）

2017年
- 劇場版 FAIRY TAIL -DRAGON CRY-（ゼレフ）

2018年
- 文豪ストレイドッグス DEAD APPLE（フョードル・D）
- ニンジャバットマン（レッドフード）
- 劇場版 夏目友人帳 〜うつせみに結ぶ〜（名取周一）

2019年
- PSYCHO-PASS サイコパス Sinners of the System Case.2「First Guardian」（縢秀星）
- ONE PIECE STAMPEDE（キャベンディッシュ）

2020年
- 科学漫画サバイバルシリーズ（2020年 - 2021年、ケイ） - 2シリーズ
- はたらく細胞!! 最強の敵、再び。体の中は“腸”大騒ぎ！（がん細胞）
- 劇場版 鬼滅の刃 無限列車編（上弦の参・猗窩座）
- 魔女見習いをさがして（矢部隼人）

2021年
- 銀魂 THE FINAL（桂小太郎）

2022年
- RE:cycle of the PENGUINDRUM（多蕗桂樹） - 前後編

2023年
- 鬼太郎誕生 ゲゲゲの謎（長田幻治）

2024年
- 機動戦士ガンダムSEED FREEDOM（アスラン・ザラ）
- 範馬刃牙VSケンガンアシュラ（英はじめ）

2025年
- 劇場版 鬼滅の刃 無限城編 第一章 猗窩座再来（猗窩座 / 狛治）

### OVA
1988年
- 世界名作童話全集（王子、ジークフリート王子）

1989年
- 堕靡泥の星（神納達也）

1991年
- 1月にはChristmas
- 夢枕獏 とわいらいと劇場 夢蜉蝣（学友B）

1992年
- カメレオン6（高木）
- 世界の光 親鸞聖人（平敦盛）
- マグマ大使（ガム）

1993年
- 難波金融伝・ミナミの帝王（子分）
- ぼくの地球を守って（ロジオン）
- らんま1/2らんま1/2 シャンプー豹変! 反転宝珠の禍

1994年
- 快楽の方程式 LEVEL-C（篠原みづき）
- 爆炎CAMPUSガードレス（神野巧）
- ユンカース・カム・ヒア（男子生徒）
- らんま1/2 学園に吹く嵐! アダルトチェンジひな子先生

1995年
- ミネルバの騎士

1996年
- アーシアンⅢ（黒天使no.2）
- 覚悟のススメ（葉隠散）
- スレイヤーズすぺしゃる（ジェフリー）
- 湘南爆走族（春間勇樹）
- 世界名作アニメーション シンドバッドの冒険（シンドバッド）
- 世界名作アニメーション アーサー王物語（アーサー）
- 超特急ヒカリアン（つばさ）
- NINKU -忍空-（佐吉）
- ファイアーエムブレム 紋章の謎（ゴードン）
- 僕のセクシャルハラスメント（少年）

1997年
- 新・湘南爆走族 荒くれナイト（春間勇樹）
- 電脳戦隊ヴギィ'ズ★エンジェル（アッシュ）
- 闘神都市II（シード）
- 特選 世界の童話3 おやゆび姫（王子様）
- 特選 世界の童話6 そんごくう（さごじょう）
- ふしぎ遊戯 第二部（祀行斂）
- 富士見二丁目交響楽団（五十嵐健人）
- 変（ヒロユキ）
- 竜機伝承（セディ）

1998年
- 銀河英雄伝説外伝 朝の夢、夜の歌（モーリッツ・フォン・ハーゼ）

1999年
- 最遊記（猪八戒）
- 思春期美少女合体ロボ ジーマイン（あきら）

2000年
- たいせつなきみ You are Special（パンチ・ネロ）
- 女神候補生（ユウ・ヒクラ）

2001年
- エイリアン9（イエローナイフ）
- 死びとの恋わずらい（四つ辻の美少年）
- 顔のない月 -No Surface Moon THE ANIMATION-（羽山浩一）

2002年
- ガレリアンズ：リオン（リオン、カイン）
- ジャングルはいつもハレのちグゥ デラックス（橘誠一）
- 遙かなる時空の中で-紫陽花ゆめ語り-（安倍泰明）
- フロム I"s アイズ 〜もうひとつの夏の物語〜（越苗純）

2003年
- ガンダムSEED&SEED DESTINY ファンディスク SEED SUPERNOVA er / ist（アスラン・ザラ） - 2作品
- 機動戦士ガンダムSEED After「星のはざまで」（アスラン・ザラ）
- サブマリン707R（日下五郎）
- ジャングルはいつもハレのちグゥ FINAL（橘誠一）
- セイント・ビースト〜聖獣降臨編〜（麒麟のユダ）
- 遙かなる時空の中で2-白き龍の神子-（安倍泰継）

2005年
- 銀魂「何事も最初が肝心なので多少背伸びするくらいが丁度良い」（桂小太郎）
- セイント・ビースト〜幾千の昼と夜編〜（麒麟のユダ）

2006年
- げんしけん OVA（朽木学）
- 10ぴきのカエル（マチガエル）
- テニスの王子様 Original Video Animation 全国大会篇（観月はじめ）
- 舞-乙HiME Zwei（ナギ・ダイ・アルタイ）

2007年
- ICE（ジュリア）
- 今日からマ王! R（サラレギー）
- 銀河鉄道物語 〜忘れられた時の惑星〜（キリアン・ブラック）
- 最遊記RELOAD -burial-（猪八戒）

2008年
- 劇場版銀魂 〜白夜叉降誕〜 予告篇（桂小太郎）
- 舞-乙HiME 0〜S.ifr〜（アルタイ大公）

2009年
- あかね色に染まる坂 ハードコア（西野冬彦）
- 聖闘士星矢 THE LOST CANVAS 冥王神話（2009年 - 2010年、アスミタ）
- DOGS/BULLETS&CARNAGE（バドー・ネイルズ）
- OAD のだめカンタービレ Lesson79（高橋紀之）
- 魔法先生ネギま! 〜もうひとつの世界〜（フェイト・アーウェルンクス）

2010年
- クイーンズブレイド 美しき闘士たち（堕天使デルモア）
- 変ゼミ（武蔵小麦）
- 誘惑COUNT DOWN -鏡AKIRA-（雨宮鏡）

2011年
- 「特急王女」（エミール）
- 怪物王女 地獄に道連れ!ケルベロッテちゃん♡ 銀河鉄道編（エミール）
- 怪物王女「孤島王女」（エミール）
- かってに改蔵（ヌカタ）
- 最遊記外伝（天逢元帥）
- ボトムズファインダー（アキ）

2012年
- 新テニスの王子様 OVA2 神の子vs皇帝　OVA4 勝者の意味（観月はじめ）
- ているず おぶ 劇場（リッド・ハーシェル）
- 魔法先生ネギま! ANIME FINAL（DVD版）（フェイト・アーウェルンクス）

2013年
- 神様はじめました（ミカゲ） - コミックス16巻オリジナルアニメDVD付初回限定版
- 未来日記リダイヤル（秋瀬或）
- ブラッドラッド OAD（ロイ）
- 夏目友人帳 ニャンコ先生とはじめてのおつかい（名取周一）

2014年
- 銀魂「布団に入ってから拭き残しに気付いて寝るに寝れない時もある」（桂小太郎） - コミックス第58巻DVD同梱版
- チェインクロニクル 〜ショートアニメ〜（主人公、ハルアキ、黒騎士）
- 十三支演義 〜偃月三国伝〜 外伝 幽州幻夜（劉備）
- マギ シンドバッドの冒険（ユナン） - コミックス第3-5巻特別版DVD

2015年
- 昭和元禄落語心中 与太郎放浪編（有楽亭八雲）
- 神様はじめました 〜過去編〜（ミカゲ） - コミックス第22・23巻付属OAD

2016年
- 血界戦線「王様のレストランの王様」（堕落王フェムト） - アニメ公式ファンブック受注生産DVD同梱版
- ダイヤのA actⅡ（渡辺久志） - コミックス第4・5巻DVD付き限定版

2017年
- 食戟のソーマ 遠月十傑（司瑛士） - コミックス第25巻DVD付き限定版

### Webアニメ
2001年
- あじむ 〜海岸物語〜（仲井戸尋祐）

2007年
- ケータイ少女（相田尋）

2010年
- Starry☆Sky（星月琥太郎）

2011年
- 京騒戯画（稲荷、明恵上人）
- ポケットモンスター ブラック2・ホワイト2 紹介SPムービー（ダークトリニティ）

2014年
- ポケットモンスター オメガルビー・アルファサファイア メガスペシャルアニメーション（ダイゴ）

2016年
- モンスターストライク（カルマ）

2017年
- ポケモンジェネレーションズ（N）

2018年
- 彼岸島X（20役全て）

2019年
- 科学漫画サバイバルシリーズ スペシャル動画（ケイ）
- 7SEEDS（2019年 - 2020年、守宮ちまき） - 2シリーズ
- ケンガンアシュラ（2019年 - 2023年、英はじめ） - 3シリーズ
- 銀魂 〜モンスターストライク編〜（桂小太郎）
- ガンダムビルドダイバーズRe:RISE（2019年 - 2020年、アルス） - 2シリーズ

2021年
- Artiswitch

2022年
- 人形学園（オットー、ナレーション）

2025年
- 恋するワンピース（生物部部長、部員①、部員②）

### ゲーム
1993年
- ナイトトラップ（ダニー）

1994年
- ぽっぷるメイル（メガCD版）（タット）

1995年
- 平成天才バカボン すすめ!バカボンズ

1996年
- サクラ大戦（蒼き刹那、蝶）
- ビルクラッシュ（よしお、ばくだんくん）
- ベルトロガー9（パトリック・サルー）
- LUNAR シルバースターストーリー（アレス）

1997年
- 10101"WILL"THE STARSHIP（マルチニ・メカフェッチ）
- ウィザーズハーモニー2（シリウス・シュライザー）
- だいなあいらん（水島理論）
- トゥルー・ラブストーリー〜Remember My Heart〜（柳沢修一）
- VS雀士ブランニュースターズ（水奈瀬愛生）
- ミニ四駆 爆走兄弟レッツ&ゴー!!WGP HYPER HEAT（シュミット）
- メルティランサー Re-inforce（相馬真也）
- ロックマンDASH 鋼の冒険心（ジュノ、TVキャスター）

1998年
- AZEL -PANZER DRAGOON RPG-（エッジ）
- エーベルージュ2（アルスター・ラーヴェンス）
- ガンブレイズS（マーク）
- スレイヤーズわんだほ〜（ゼロス）
- 戦国美少女絵巻 空を斬る!!（伊賀崎弥助）
- 爆走兄弟レッツ&ゴー!! エターナルウィングス（シュミット）
- ファンタスティックフォーチュン（シルフィス・カストリーズ）
- YAKATA（古我ユキヤ）

1999年
- アークザラッドIII（セヴィル・キース）
- ガレリアンズ（リオン / カイン）
- 新世紀エヴァンゲリオン（渚カヲル）
- スーパーロボット大戦F完結編（渚カヲル、メキボス）
- スーパーロボット大戦コンプリートボックス（メキボス、テリウス・グラン・ビルセイア）
- デバイスレイン（霧生忍）
- 猫侍（天真）
- 火魅子伝 〜恋解〜（閑谷）
- マクロス VF-X2（トーマ・シュン）
- メルティランサー The 3rd Planet（相馬真也）
- リトル・ウィッチ パルフェ 〜黒猫印の魔法屋さん〜（フェール・ルセット、フィリス・フロル・アネシス）
- リトル・ウィッチ レネット 〜スワンの涙ラプソディ〜（フェール・ルセット）
- ロードオブモンスターズ（PS版）（コイン）

2000年
- 裏技麻雀 〜これって天和ってやつかい〜（弥彦）
- 高機動幻想ガンパレード・マーチ（速水厚志）
- サンライズ英雄譚R（カンジ・アカツキ）
- 新世紀エヴァンゲリオン 麻雀補完計画（渚カヲル）
- スーパーロボット大戦α（渚カヲル）
- テイルズ オブ エターニア（リッド・ハーシェル）
- 遙かなる時空の中で（安倍泰明）
- パワーストーン2
- 悠久組曲 All Star Project（ルシード・アトレー）
- ラグナキュール レジェンド（エラン）

2001年
- 犬夜叉（信長）
- エヴァーグレイスII（ディムホルツ）
- 王子さまLV1（白鳳）
- KONOHANA:TrueReport（桃井恵）
- サンライズ英雄譚R2（カンジ・アカツキ）
- ジオニックフロント 機動戦士ガンダム0079（ニッキ・ロベルト）
- スーパーロボット大戦α外伝（イーグレット・ウルズ、アンサズ、スリサズ）
- スーパーロボット大戦α for Dreamcast（渚カヲル、カンジ・アカツキ）
- スカイガンナー（リヴァル）
- レガイア デュエルサーガ（エリオット）

2002年
- 鬼武者2（風魔小太郎）
- ガレリアンズ:アッシュ（リオン）
- こげぱん〜パンもゲームをやるらしい...〜（クリームぱん、キレイぱん）
- 此花2 〜届かないレクイエム〜（桃井恵）
- THE 女の子のための恋愛アドベンチャー 〜硝子の森〜（室生遼）
- 真・女神転生 デビルチルドレン 黒の書・赤の書（マモン）
- スペースチャンネル5 パート2（パージ）
- チョコレート♪キッス（宮坂幸二）
- テイルズ オブ ファンダム Vol.1（リッド・ハーシェル）
- テイルズ オブ ザ ワールド なりきりダンジョン2
- テニスの王子様SWEAT & TEARS（観月はじめ）
- 東京魔人學園外法帖（御神槌、梅月、与助）
- ときめきメモリアル Girl's Side（守村桜弥）
- 遙かなる時空の中で2（安倍泰継）
- ボンバーマンジェネレーション（ボンバーエリート）
- RAVE 〜未完の秘石〜（マデウス）

2003年
- イースI・IIエターナルストーリー（ルタ）
- 鬼武者 無頼伝（風魔小太郎）
- ギャラクシーエンジェル（カミュ・O・ラフロイグ）
- 此花3 〜偽りの影の向こうに〜（桃井恵）
- SAKURA 〜雪月華〜（草薙誠）
- サクラ大戦 〜熱き血潮に〜（刹那、蝶）
- 侍道2（主人公〈中性〉）
- SUNRISE WORLD WAR Fromサンライズ英雄譚（カンジ）
- 十二国記 -紅蓮の標 黄塵の路-（犬狼真君）
- 新世紀エヴァンゲリオン2（渚カヲル）
- スター・ウォーズ ローグ スコードロン III（ルーク・スカイウォーカー）
- スーパーロボット大戦Scramble Commander（渚カヲル）
- D・N・ANGEL TV Animation Series 〜紅の翼〜（日渡怜）
- テニスの王子様 Smash Hit!（観月はじめ）
- テニスの王子様2003 COOL BLUE & PASSION RED（観月はじめ）※COOL BLUEのみ
- テニスの王子様SWEAT & TEARS 2（観月はじめ）
- テニスの王子様 Kiss of Prince-ice- & -Flame-（観月はじめ）※Flameのみ
- テニスの王子様 みんなの王子様（観月はじめ）
- テニスの王子様 Smash hit! 2（観月はじめ）
- NARUTO -ナルト- ナルティメットヒーロー（我愛羅）
- NARUTO -ナルト- 激闘忍者大戦!2（我愛羅）
- 遙かなる時空の中で-盤上遊戯-（安倍泰明）

2004年
- SDガンダム GGENERATION（2004年 - 2025年、ニッキ・ロベルト、アスラン・ザラ / アレックス・ディノ、マイキャラクター男性3〈GENESIS〉） - 9作品
- 機動戦士ガンダム 戦士たちの軌跡（ニッキ・ロベルト）
- 機動戦士ガンダムSEED 終わらない明日へ（アスラン・ザラ）
- 機動戦士ガンダムSEED DESTINY（アスラン・ザラ）
- 九龍妖魔學園紀（黒塚至人）
- ケロロ軍曹 メロメロバトルロイヤル（サブロー / 623）
- 此花4 〜闇を祓う祈り〜（桃井恵）
- 金色のガッシュベル!! 友情タッグバトル（ウォンレイ）
- 金色のガッシュベル!! 友情タッグバトル フルパワー（ウォンレイ）
- 金色のガッシュベル!! 激闘!最強の魔物達（ウォンレイ）
- 金色のガッシュベル!! うなれ!友情の電撃2（ウォンレイ）
- 3年B組金八先生 伝説の教壇に立て!（高千穂誠）
- 新世紀GPXサイバーフォーミュラRoad to the Evolution（司馬誠一郎）
- スーパーロボット大戦MX（渚カヲル）
- センチメンタルプレリュード（結城拓馬）
- テニスの王子様2004 Stylish Silver & Glorious Gold（観月はじめ）※Glorious Goldのみ
- テニスの王子様 最強チームを結成せよ!（観月はじめ）
- テニスの王子様 RUSH & DREAM!（観月はじめ）
- テニスの王子様 2005 CRYSTALDRIVE（観月はじめ）
- NARUTO -ナルト- ナルティメットヒーロー2（我愛羅）
- NARUTO -ナルト- 激闘忍者大戦!4（我愛羅）
- 幕末恋華 新選組（沖田総司）
- 遙かなる時空の中で3（リズヴァーン）
- ブラッディロア4（バクリュウ）
- ベルセルク 千年帝国の鷹編 聖魔戦記の章（ジュドー）
- 放課後のLove Beat（百瀬戒十）
- マイネリーベ〜優美なる記憶〜（石月ナオジ）
- マグナカルタ（スデイ）

2005年
- アニマムンディ 終りなき闇の舞踏（サン・ジェルマン伯爵）
- うるるんクエスト 恋遊記（月白）
- エレメンタル ジェレイド 〜封印されし謳〜（クー / クード・ヴァン・ジルエット）
- エレメンタル ジェレイド -纏え、翠風の剣-（クー / クード・ヴァン・ジルエット）
- 怪盗アプリコット（河村元気）
- ガンダムバトルタクティクス（ケン・ビーダー・シュタット）
- 義経記（那須与一）
- 機動戦士ガンダムSEED 連合vs.Z.A.F.T.（アスラン・ザラ）
- 機動戦士ガンダムSEED DESTINY GENERATION of C.E.（アスラン・ザラ）
- ケロロ軍曹 メロメロバトルロイヤルZ（サブロー / 623）
- 金色のガッシュベル!! 友情タッグバトル2（ウォンレイ）
- 金色のガッシュベル!! うなれ!友情の電撃 ドリームタッグトーナメント（ウォンレイ）
- 金色のガッシュベル!! ゴー!ゴー!魔物ファイト!!（ウォンレイ）
- サモンナイトエクステーゼ 夜明けの翼（ノヴァ）
- 新世紀エヴァンゲリオン 鋼鉄のガールフレンド2nd（渚カヲル）
- 新世紀GPXサイバーフォーミュラRoad to the Infinity 2（司馬誠一郎）
- スーパーロボット大戦MX ポータブル（渚カヲル）
- 第3次スーパーロボット大戦α 終焉の銀河へ（渚カヲル、アスラン・ザラ）
- テイルズ オブ ジ アビス（リッド・ハーシェル）※ゲーム内"闘技場"のみのゲスト出演
- テイルズ オブ ザ ワールド なりきりダンジョン3
- テニスの王子様 学園祭の王子様（観月はじめ）
- NAMCO x CAPCOM（ギルガメス、ロックマン・ジュノ）
- NARUTO -ナルト- ナルティメットヒーロー3（我愛羅）
- NARUTO -ナルト- うずまき忍伝（我愛羅）
- NARUTO -ナルト- 激闘忍者大戦!4（我愛羅）
- 鋼の錬金術師3 神を継ぐ少女（レオニード）
- 遙かなる時空の中で〜八葉抄〜（安倍泰明）
- 遙かなる時空の中で3 十六夜記（リズヴァーン）
- バルドフォースエグゼ（相馬透）
- 新・ボクらの太陽 逆襲のサバタ（ラタトスク）
- 舞-HiME〜運命の系統樹〜（炎凪）
- Little Aid（早乙女篤）
- ローグギャラクシー（仮面の男〈シード〉）

2006年
- アラビアンズ・ロスト〜The engagement on desert〜（カーティス＝ナイル）
- 乙女的恋革命★ラブレボ!!（時田楓）
- ガンパレード・オーケストラ（青の厚志）
- ガンダム バトルロワイヤル（ケン・ビーダー・シュタット）
- 機動戦士ガンダムSEED DESTINY 連合vs.Z.A.F.T.II PLUS（アスラン・ザラ）
- 今日からマ王! はじマりの旅（サラレギー）
- 銀魂でぃ〜えす・万事屋大騒動!（桂小太郎）
- サムライチャンプルー HIPHOPサムライアクション（鶴巻ウォルソ）
- 新世紀エヴァンゲリオン2 造られしセカイ -another cases-（渚カヲル）
- シークレット オブ エヴァンゲリオン（渚カヲル）
- JEANNE D'ARC（ロジェ）
- 新世紀GPXサイバーフォーミュラRoad to the Infinity 3（司馬誠一郎）
- 戦国BASARA2（竹中半兵衛）
- テイルズ オブ ザ ワールド レディアント マイソロジー（リッド・ハーシェル）
- NARUTO -ナルト- ナルティメットポータブル（我愛羅）
- NARUTO -ナルト- 木ノ葉スピリッツ（我愛羅）
- NARUTO -ナルト- 忍列伝（我愛羅）
- NARUTO -ナルト- 最強忍者大結集4 DS（我愛羅）
- NARUTO -ナルト- ナルトRPG3 霊獣VS木ノ葉小隊 (我愛羅）
- バトルスタジアムD.O.N（我愛羅）
- 遙かなる時空の中で3 運命の迷宮（リズヴァーン）
- 遙かなる時空の中で-舞一夜-（安倍泰明）
- ひめひび -Princess Days-（柏木林斗）
- ファンタシースターユニバース（ヒューガ・ライト）
- ブレイブ・ストーリー 新たなる旅人（ロプル）
- ペルソナ3（主人公、ファルロス / 望月綾時〈ニュクス・アバター〉）
- ボクらの太陽DS Django&Sabata（ネロ、ポリドリ）
- マイネリーベII 誇りと正義と愛（石月ナオジ）

2007年
- Another Century's Episode 3 THE FINAL（アスラン・ザラ）
- うわさの翠くん!! 夏色ストライカー（新橋カズマ）
- オレンジハニー 〜僕はキミに恋してる〜（水沢晶）
- 機動戦士ガンダムSEED 連合vs.Z.A.F.T. PORTABLE（アスラン・ザラ）
- 今日からマ王! 眞マ国の休日（サラレギー）
- キングダム ハーツ Re:チェイン オブ メモリーズ（ゼクシオン）
- キングダム ハーツII ファイナル ミックス（ゼクシオン）
- 銀魂 銀さんと一緒! ボクのかぶき町日記（桂小太郎）
- 銀魂 銀玉くえすと 銀さんが転職したり世界を救ったり（桂小太郎）
- 銀魂 万事屋ちゅ〜ぶ ツッコマブル動画（桂小太郎）
- ケロロ軍曹 演習だヨ!全員集合パート2（サブロー）
- THE 交渉人（根越渉）
- シャイニング・ウィンド（キリヤ・カイト）
- 神曲奏界ポリフォニカ（PS2版）（シダラ・レイトス）
- シークレット オブ エヴァンゲリオン ポータブル（渚カヲル）
- 新世紀エヴァンゲリオン バトルオーケストラ（渚カヲル）
- スーパーロボット大戦OG ORIGINAL GENERATIONS（メキボス、イーグレット・ウルズ、アンサズ、スリサズ）
- スーパーロボット大戦Scramble Commander the 2nd（アスラン・ザラ）
- セイント・ビースト〜螺旋の章〜（麒麟のユダ）
- 戦国BASARA2 英雄外伝（竹中半兵衛）
- テニスの王子様 ドキドキサバイバル 海辺のSecret（観月はじめ）
- テニスの王子様 CARD HUNTER（観月はじめ）
- ときめきメモリアル Girl's Side 1st Love（守村桜弥）
- ドラグナーズアリア 竜が眠るまで（ルスラン・アベリツェフ）
- NARUTO -ナルト- 疾風伝 ナルティメットアクセル（我愛羅）
- NARUTO -ナルト- 疾風伝 ナルティメットアクセル2（我愛羅）
- NARUTO -ナルト- 疾風伝 激闘忍者大戦!EX（我愛羅）
- NARUTO -ナルト- 疾風伝 激闘忍者大戦!EX2（我愛羅）
- NARUTO -ナルト- 疾風伝 最強忍者大結集5 決戦!“暁”（我愛羅）
- 翡翠の雫 緋色の欠片2（壬生克彦）
- ファンタシースターユニバース イルミナスの野望（ヒューガ・ライト）
- ペルソナ3 フェス（主人公、ファルロス / 望月綾時〈ニュクス・アバター〉）
- 新世紀GPXサイバーフォーミュラRoad to the Infinity 4（司馬誠一郎）
- マナケミア 〜学園の錬金術士たち〜（ヴェイン・アウレオルス）
- 名探偵エヴァンゲリオン（渚カヲル）
- ルミナスアーク（アルフ・アーウィン）

2008年
- あかね色に染まる坂 ぱられる（西野冬彦）
- 仮面ライダーバトル ガンバライド（魔皇竜タツロット）
- うわさの翠くん!!2 ふたりの翠!?（新橋カズマ）
- おしゃれに恋して2 〜おしゃれプリンセス〜（ナオト）
- CHAOS;HEAD（高科史男）
- ガンダム無双2（アスラン・ザラ）
- 機動戦士ガンダム ガンダムVS.ガンダム（アスラン・ザラ）
- クリムゾン・エンパイア（カーティス＝ナイル）
- クレプシドラ〜光と影の十字架〜（アルジェン / 光の助祭〈アコノス〉）
- スーパーロボット大戦Z（アスラン・ザラ）
- スターオーシャン2 Second Evolution（アシュトン・アンカース）
- 戦国BASARA X（竹中半兵衛）
- 超劇場版ケロロ軍曹3 天空大冒険であります!（サブロー）
- テニスの王子様 Driving Smash! side King（観月はじめ）
- ディシディア ファイナルファンタジー（クジャ）
- Daylight -朝に光の冠を-（ユースミルス・C・R・ウィンタテリウム）
- NARUTO -ナルト- 忍列伝II（我愛羅）
- 花より男子 -恋せよ女子!-（天草清之介）
- 遙かなる時空の中で4（アシュヴィン）
- 遙かなる時空の中で 夢浮橋（安倍泰明、安倍泰継、リズヴァーン）
- ひめひび -Princess Days- ぽーたぶる（柏木林斗）
- ファンタシースターポータブル（ヒューガ・ライト）
- BLEACH The 3rd Phantom（草冠宗次郎）
- BLEACH〜ヒート・ザ・ソウル5（草冠宗次郎）
- もえスタ 〜萌える東大英語塾〜（真誘はじめ）

2009年
- アークライズファンタジア（アルフォンス・ゼナ・メリディア）
- アイテムゲッター 〜僕らの科学と魔法の関係〜（ルーク・ボナパルド）
- あかね色に染まる坂 ぽーたぶる（西野冬彦）
- ヱヴァンゲリヲン：序（渚カヲル）
- CHAOS;HEAD NOAH（高科史男）
- 仮面ライダー クライマックスヒーローズ（魔皇竜タツロット）
  - 仮面ライダー クライマックスヒーローズ
  - 仮面ライダー クライマックスヒーローズW

- 機動戦士ガンダム ガンダムVS.ガンダムNEXT（アスラン・ザラ）
- キングダム ハーツ 358/2 Days（ゼクシオン）
- SIGNAL（藤宮留依）
- シャイニング・ウィンド FANフェスタ（キリヤ・カイト）
- ジョーカーの国のアリス 〜Wonderful Wonder World〜（ジョーカー）
- 新世紀エヴァンゲリオン バトルオーケストラ PORTABLE（渚カヲル）
- 真・翡翠の雫 緋色の欠片2（壬生克彦）
- スキップ・ビート!（ミロク）
- Starry☆Sky 〜in Autumn〜（星月琥太郎）
- 戦国BASARA バトルヒーローズ（竹中半兵衛）
- 超劇場版ケロロ軍曹 撃侵ドラゴンウォリアーズであります!（サブロー）
- ディシディア ファイナルファンタジー ユニバーサルチューニング （クジャ、戦闘ボイス日本語版限定）
- テイルズ オブ ザ ワールド レディアント マイソロジー2（リッド・ハーシェル）
- テイルズ オブ バーサス（リッド・ハーシェル）※ミニゲーム「Tales of WALL BREAKER」のみ
- テニスの王子様 ダブルスの王子様 GIRLS, BE GRACIOUS!（観月はじめ）
- テニスの王子様 ダブルスの王子様 BOYS, BE GLORIOUS!（観月はじめ）
- ときめきメモリアル Girl's Side 1st Love Plus（守村桜弥）
- ナデプロ!! 〜キサマも声優やってみろ!〜（いっしー〈石田〉）
- NARUTO -ナルト- ナルティメットストーム（我愛羅）
- 遙かなる時空の中で 夢浮橋 Special（安倍泰明、安倍泰継、リズヴァーン）
- バンブーブレード 〜"それから"の挑戦〜（栄花段十朗）
- ひぐらしのなく頃に絆 第三巻・螺（黒澤工）
- ひめひび -New Princess Days!!- 続!二学期（柏木林斗）
- ぷよぷよ7（エコロ）
- Bloody Call（久神夾）
- BLEACH〜ヒート・ザ・ソウル6（草冠宗次郎）
- ペルソナ3 ポータブル（男性主人公、ファルロス / 望月綾時〈ニュクス・アバター〉）
- メタルファイト ベイブレード 爆誕!サイバーペガシス（大池トビオ）
- 蘭島物語 レアランドストーリー 少女の約定（ミロ）
- LUNAR ハーモニー オブ シルバースター（アレス）

2010年
- Another Century's Episode:R（アスラン・ザラ）
- イースvs.空の軌跡 オルタナティブ・サーガ（ミッシェル・ド・ラップ・ヘブン）
- 裏切りは僕の名前を知っている -黄昏に堕ちた祈り-（祗王泠呀 / 若宮奏多）
- 乙女的恋革命★ラブレボ!! Portable（時田楓）
- 仮面ライダー クライマックスヒーローズ オーズ（魔皇竜タツロット）
- ガンダムアサルトサヴァイブ（アスラン・ザラ）
- 機動戦士ガンダム エクストリームバーサス（2010年 - 2016年、アスラン・ザラ） - 5作品
- CLOCK ZERO 〜終焉の一秒〜（時田終夜 / 哲学者）
- ケロロRPG 騎士と武者と伝説の海賊（参乃丞）
- 恋する私の王子様（朝霞璃鈴）
- ザックとオンブラ まぼろしの遊園地（ラファエロ）
- 三国恋戦記〜オトメの兵法!〜（子龍）
- 神曲奏界ポリフォニカ アフタースクール（レイトス）
- 真・翡翠の雫 緋色の欠片2 ポータブル（壬生克彦）
- TAKUYO Mix Box 〜ファーストアニバーサリー〜（河村元気、柏木林斗）
- ダンガンロンパ 希望の学園と絶望の高校生（十神白夜）
- テニスの王子様 もっと学園祭の王子様 - More Sweet Edition -（観月はじめ）
- 電撃のピロト〜天空の絆〜（リオン）
- NARUTO -ナルト- 疾風伝 ナルティメットストーム2（我愛羅）
- 忍たま乱太郎 学年対抗戦パズル!の段（綾部喜八郎）
- 花帰葬（PSP版）（灰名）
- 華恋vサムライ×騎士（錦戸誠士郎）
- Happy☆Magic! 〜ハピ☆マジ!〜（ニャー）
- ひめひび -New Princess Days!!- 続!二学期 ぽーたぶる（柏木林斗）
- BLEACH〜ヒート・ザ・ソウル7（草冠宗次郎）
- メタルファイト ベイブレード 頂上決戦!ビッグバン・ブレーダーズ（大池トビオ）
- メタルファイト ベイブレード 爆神スサノオ襲来!（大池トビオ）
- メタルファイト ベイブレード ポータブル 超絶転生! バルカンホルセウス（大池トビオ）
- リトルバスターズ!Converted Edition（男子寮長）

2011年
- アサシン クリード ブラザーフッド/ダヴィンチ、失踪（サライ）
- AMNESIA（ケント）
- Are you Alice?（トゥイードルズ〈トゥイードル・ディー〉）
- unENDing Bloody Call（久神夾）
- いざ、出陣!恋戦（小早川秀秋）
- ヱヴァンゲリヲン新劇場版 サウンドインパクト（渚カヲル）
- オール仮面ライダー ライダージェネレーション（魔皇竜タツロット）
- お菓子な島のピーターパン 〜Sweet Never Land〜（ピーター＝パン）
- 仮面ライダー クライマックスヒーローズ フォーゼ（魔皇竜タツロット）
- CLOCK ZERO 〜終焉の一秒〜 Portable（時田終夜 / 哲学者）
- STAR DRIVER 輝きのタクト 銀河美少年伝説（ヘッド）
- Star Project（赤羽蓮）
- Starry☆Sky 〜After Autumn〜（星月琥太郎）
- セブンスドラゴン2020（桐野礼文、キャラメイキングボイス）
- 戦国BASARA クロニクルヒーローズ（竹中半兵衛）
- 戦律のストラタス（八神拓海）
- 第2次スーパーロボット大戦Z 破界篇 / 再世篇（アスラン・ザラ）
- ディシディア デュオデシム ファイナルファンタジー（クジャ）
- テイルズ オブ ザ ワールド レディアント マイソロジー3（リッド・ハーシェル）
- デッドエンド Orchestral Manoeuvres in the Dead End（シトベ）
- テニスの王子様 ぎゅっと!ドキドキサバイバル 海と山のLove Passion（観月はじめ）
- NARUTO -ナルト- 疾風伝 ナルティメットインパクト（五代目風影・我愛羅）
- ファイナルファンタジー零式（カヅサ・フタヒト）
- ファンタシースターポータブル2 インフィニティ（ヒューガ・ライト）
- ぷよぷよ!! Puyopuyo 20th anniversary（エコロ）
- 文明開華 葵座異聞録（大菅誠司）
- ラストストーリー（ジル）

2012年
- AMNESIA LATER（ケント）
- 鬼武者Soul（本願寺顕如、越智安成、島津忠恒 他）
- 仮面ライダー 超クライマックスヒーローズ（魔皇竜タツロット）
- 機動戦士ガンダムSEED BATTLE DESTINY（アスラン・ザラ）
- キングダム ハーツ 3D ［ドリーム ドロップ ディスタンス］（イエンツォ）
- シャイニング・ブレイド（イサリ、ファフナー）
- 十三支演義 〜偃月三国伝〜（劉備）
- スーパーダンガンロンパ2 さよなら絶望学園（十神白夜）
- スーパーロボット大戦OGサーガ 魔装機神II REVELATION OF EVIL GOD（テリウス・グラン・ビルセイア）
- 第2次スーパーロボット大戦OG（メキボス・ボルクェーデ、エグレッタ・ウーノ）
- ダイヤの国のアリス 〜Wonderful Wonder World〜（ジョーカー）
- テイルズ オブ ザ ヒーローズ ツインブレイヴ（リッド・ハーシェル）
- とびたて!超時空トラぶる花札大作戦（雨生龍之介）
- トリコ グルメサバイバル!2（トミーロッド）
- トリコ グルメモンスターズ!（トミーロッド）
- FAIRY TAIL ゼレフ覚醒（ゼレフ）
- BLACK WOLVES SAGA -Bloody Nightmare-（ザラ・スキーンズ）
- BLACK WOLVES SAGA -Last Hope-（ザラ・スキーンズ）
- BLAZBLUE CHRONOPHANTASMA（アマネ＝ニシキ）
- 文明開華 葵座異聞録 再演（大菅誠司）
- 未来日記 13人目の日記所有者RE:WRITE（秋瀬或）
- モンスターハンター フロンティア オンライン（VOICE TYPE37、38）

2013年
- AMNESIA CROWD（ケント）
- AMNESIA V Edition（ケント）
- 乙女的恋革命★ラブレボ!! 100kgからはじまる→恋物語（時田楓）
- O*G*A 鬼ごっこロワイアル ハンターは孤島で恋をする（神童寺祐）
- 仮面ライダー バトライド・ウォー（魔皇龍タツロット）
- キングダム ハーツ HD 1.5 リミックス（ゼクシオン）
- 銀魂のすごろく（桂小太郎）
- 月英学園 -kou-（後堂恭一郎）
- 5人の恋プリンス〜ヒミツの契約結婚〜（室井楓）
- 三国恋戦記〜オトメの兵法!〜 思いでがえし（子龍）
- 死神稼業〜怪談ロマンス〜（藤代巧実）
- 死神所業〜怪談ロマンス〜（藤代巧実）
- ジョジョの奇妙な冒険 オールスターバトル（ヴィネガー・ドッピオ）
- 真・ガンダム無双（アスラン・ザラ）
- 神撃のバハムート（アーカス）
- スーパーロボット大戦OG ダークプリズン（テリウス・グラン・ビルセイア）
- スーパーロボット大戦Operation Extend（アスラン・ザラ）
- スーパーロボット大戦UX（アスラン・ザラ）
- SNOW BOUND LAND（イヴァン）
- セブンスドラゴン2020-II（ムラクモ、桐野礼文）
- ダイヤの国のアリス 〜Wonderful Mirror World〜（ジョーカー）
- ダンガンロンパ1・2 Reload（十神白夜）
- チェインクロニクル（主人公、おじさん 他）
- デジモンアドベンチャー（ウィザーモン）
- トリコ グルメガバトル!（トミーロッド）
- NARUTO -ナルト- 疾風伝 ナルティメットストーム3（我愛羅）
- ボーイフレンド（仮）（月読理京）
- 嫁コレ（ケント、縢秀星、室井楓）
- LORD of VERMILION III（イスカル）

2014年
- あかやあかしやあやかしの（足部さん達）
- AMNESIA LATER×CROWD V Edition（ケント）
- AMNESIA World（ケント）
- あやかしごはん（木邑浅葱）
- アラビアンズ・ダウト 〜The engagement on desert〜（カーティス＝ナイル）
- 鬼武者Soul カードラッシュ
- 仮面ライダー サモンライド!（魔皇龍タツロット）
- 仮面ライダー バトライド・ウォーII（魔皇龍タツロット）
- 機動戦士ガンダム サイドストーリーズ（ニッキ・ロベルト）
- 禁忌のマグナ（ゲバルト）
- キングダム ハーツ HD 2.5 リミックス（ゼクシオン）
- 三国志英歌（孫堅）
- 十三支演義 〜偃月三国伝2〜（劉備）
- 神話帝国ソウルサークル（堕天使ルシファー）
- スーパーヒーロージェネレーション（ジャスティスガンダム）
- 絶対絶望少女 ダンガンロンパ Another Episode（十神白夜）
- 戦国BASARA4（竹中半兵衛）
- チェインクロニクル 〜絆の新大陸〜
- チェインクロニクルV
- テイルズ オブ アスタリア（リッド・ハーシェル）
- テイルズ オブ ザ ワールド レーヴ ユナイティア（リッド）
- NARUTO -ナルト- 疾風伝 ナルティメットストームレボリューション（我愛羅）
- ぷよぷよ!!クエスト（2014年 - 2022年、エコロ、P3主人公、チェンクロ主人公、桂小太郎）
- ぷよぷよテトリス（エコロ）
- フリーダムウォーズ（マティアス・“レオ”・ブルーノ）
- ペルソナQ シャドウ オブ ザ ラビリンス（P3主人公）
- 放課後colorful＊step 〜ぶんかぶ!〜（佐東八尋）
- 魔装詠唱バトルスター（神城キリエ）
- ONE PIECE 超グランドバトル! X（キャベンディッシュ）
- ONE PIECE ワンピースキングス（キャベンディッシュ）

2015年
- クイズRPG 魔法使いと黒猫のウィズ（テオドール・ザザ）
- CLOCK ZERO 〜終焉の一秒〜 ExTime（時田終夜 / 哲学者）
- 5人の恋プリンス 〜ヒミツの契約結婚〜（室井楓）
- PSYCHO-PASS サイコパス 選択なき幸福（縢秀星）
- ジョジョの奇妙な冒険 アイズオブヘブン（ヴィネガー・ドッピオ）
- セブンスドラゴンIII code:VFD
- 戦国BASARA4 皇（竹中半兵衛）
- 艶が〜る プレミアム（藍屋秋斉）
- 第3次スーパーロボット大戦Z 天獄篇（アスラン・ザラ、渚カヲル）
- 帝国海軍恋慕情〜明治横須賀行進曲〜（小宮山嵩元）
- テラフォーマーズ 紅き惑星の激闘（ジョセフ）
- ドラゴンズドグマ オンライン（クラウス）
- BAD APPLE WARS（シキシマ）
- ひぐらしのなく頃に粋（黒澤工）
- ファイナルファンタジー 零式 HD（カヅサ・フタヒト）
- ゆのはなSpRING!（佐伯宏太）
- 夢王国と眠れる100人の王子様（ウィル、猪八戒）
- モンスターストライク（2015年 - 2024年、カルマ、渚カヲル、氷月、猗窩座、アスラン・ザラ）

2016年
- 一血卍傑-ONLINE-（ニニギ）
- いけにえと雪のセツナ（大鎌の男 / フィデス）
- カードファイト!! ヴァンガードG ストライド トゥ ビクトリー!!（東雲ショウマ）
- クリスタル オブ リユニオン（平将門）
- シノビナイトメア（コジロウ）
- 世界樹の迷宮V 長き神話の果て
- ZERO ESCAPE 刻のジレンマ（エリック）
- 戦国BASARA 真田幸村伝（竹中半兵衛）
- 空と大地のクロスノア（スレイヤー）
- ディバインゲート（オズ）
- NARUTO -ナルト- 疾風伝 ナルティメットストーム4（我愛羅）
- ピリオドキューブ 〜鳥籠のアマデウス〜（謎の青年）
- ブラックローズサスペクツ（鏡ハル）

2017年
- オルタンシア・サーガ -蒼の騎士団-（ユーリ）
- スーパーロボット大戦V（アスラン・ザラ、渚カヲル）
- 遙かなる時空の中で3 Ultimate（リズヴァーン）
- アクセル・ワールド VS ソードアート・オンライン 千年の黄昏（イエロー・レディオ）
- 黒騎士と白の魔王（シュッド）
- テイルズ オブ ザ レイズ（2017年 - 2022年、リッド・ハーシェル、獣神官ゼロス、桂小太郎）
- キャプテン翼 〜たたかえドリームチーム〜（ピエール）
- 崩壊3rd（オットー・アポカリプス）
- スターオーシャン:アナムネシス（アシュトン・アンカース、結城理）
- KNACK ふたりの英雄と古代兵団（ルーカス）
- 新テニスの王子様 RisingBeat（観月はじめ）
- ゼノブレイド2（2017年 - 2018年、ネフェル、ズズー、ポテポテ、レク）
- ガンダムバーサス（アスラン・ザラ）

2018年
- ディシディア ファイナルファンタジー NT（クジャ）
- 銀魂乱舞（桂小太郎）
- ネギマテ UQ HOLDER! 〜魔法先生ネギま!2〜（フェイト・アーウェルンクス）
- レイヤードストーリーズ ゼロ（ミカエル、リュックザイテ）
- 遙かなる時空の中で Ultimate（安倍泰明）
- ペルソナ3 ダンシング・ムーンナイト（P3主人公〈結城理〉）
- 夜明けのベルカント（ラングヴァイル）
- ゼノブレイド2 黄金の国イーラ（ユーゴ）
- 機動戦士ガンダム エクストリームバーサス2（2018年 - 2025年、アスラン・ザラ） - 4作品
- CARAVAN STORIES（ポルムル）
- 共闘ことばRPG コトダマン（2018年 - 2022年、ゼレフ、渚カヲル、桂小太郎、結城理、猗窩座、ウォンレイ）
- ブラッククローバー 夢幻の騎士団（ジエン・ドゥ）
- ペルソナQ2 ニュー シネマ ラビリンス（P3主人公）
- ダイダロス: ジ・アウェイクニング・オブ・ゴールデンジャズ（エルガート）

2019年
- ファイアーエムブレム ヒーローズ（2019年 - 2021年、アゼル、リュシオン）
- キングダム ハーツIII（イエンツォ）
- ネルケと伝説の錬金術士たち 〜新たな大地のアトリエ〜（ヴェイン・アウレオルス）
- JUMP FORCE（我愛羅）
- グランブルーファンタジー（2019年 - 2025年、サリエル、レプティ / デミウルゴス、桂小太郎、フェイト・アーウェルンクス ）
- 金色のガッシュベル!! Golden Memories（ウォンレイ）
- スーパーロボット大戦X-Ω（2019年 - 2020年、アスラン・ザラ、渚カヲル）
- スーパーロボット大戦DD（2019年 - 2025年、アスラン・ザラ、イーグレット・スリサズ、イーグレット・アンサズ、メキボス・ボルクェーデ）
- 消滅都市0.（縢秀星）
- ペルソナ5 ザ・ロイヤル（特別課外活動部の少年） - DLC追加キャラクター
- 妖怪ウォッチ ぷにぷに（2019年 - 2021年、クジャ、渚カヲル）
- 文豪とアルケミスト（里見弴）
- イケメン源氏伝（源義経）

2020年
- 逆転オセロニア（ルシファー）
- 痛いのは嫌なので防御力に極振りしたいと思います。〜らいんうぉーず！〜（マルクス）
- アークナイツ（ファントム）
- ONE PIECE 海賊無双4（キャベンディッシュ）
- 戦国布武〜我が天下戦国編〜（直江兼続）
- THE KING OF FIGHTERS ALLSTAR（桂小太郎）
- FAIRY TAIL（ゼレフ）
- キングダム ハーツ メロディ オブ メモリー（イエンツォ）
- Fit Boxing 2 -リズム&エクササイズ-（ヒロ）
- ぷよぷよテトリス2（エコロ）

2021年
- クッキーラン: キングダム(クロテッドクリーム味クッキー)
- ファンタジア・リビルド（獣神官ゼロス）
- MARS RED 〜彼ハ誰時ノ詩〜（タケウチ）
- タイムディフェンダーズ（メテウス）
- 鬼滅の刃 ヒノカミ血風譚（上弦の参・猗窩座）
- グランサガ（カルシオン）

2022年
- 夢職人と忘れじの黒い妖精（ミラー）
- 原神（神里綾人）
- 機動戦士ガンダム アーセナルベース（2022年 - 2024年、アスラン・ザラ / アレックス・ディノ）
- オリエントアルカディア（陸遜）
- ガーディアンテイルズ（獣神官ゼロス)
- 新信長の野望（真田幸村）
- ライブアライブ（天草四郎、ヨシユキ・カトゥー）
- SDガンダム バトルアライアンス（アスラン・ザラ）
- ヴァルキリーエリュシオン（サイファ）

2023年
- ONE PIECE ODYSSEY（キャベンディッシュ）
- OCTOPATH TRAVELER II（テメノス・ミストラル）
- サクライグノラムス（佐々木小次郎）
- 崩壊:スターレイル（2023年 - 2024年、羅刹、シャラップ）
- レスレリアーナのアトリエ 〜忘れられた錬金術と極夜の解放者〜（ヴェイン）
- インフィニティ ストラッシュ ドラゴンクエスト ダイの大冒険（ラーハルト）
- FREDERICA（アーチャー）
- OCTOPATH TRAVELER 大陸の覇者（テメノス・ミストラル）
- STAR OCEAN THE SECOND STORY R（アシュトン・アンカース）
- メギド72（ベルゼブフ）

2024年
- 金色のガッシュベル!! 永遠の絆の仲間たち（ウォンレイ）
- ペルソナ3 リロード（主人公、オルフェウス、ファルロス / 望月綾時 / ニュクス・アバター）
- FAIRY TAIL 2（ゼレフ）
- 箱庭開拓 ハムスターと太陽の里（えるく）

2025年
- パズル&ドラゴンズ（アスラン・ザラ）
- 鬼滅の刃 ヒノカミ血風譚2（猗窩座）

### ドラマCD
- アークザラッドIII マーシアの決意（セヴィル・キース）
- アーシアン PARADISE LOST（黒天使no.2）
- Astral (須玉明)
- Are you Alice? シリーズ（トゥイードル・ディー）
  - Are you Alice? ─Check mate.
  - Are you Alice? unbirthday scrap #003：Tweedle Dee∽Tweedle Dum.
  - Are you Alice? ドラマCD付単行本In mate.
- ICS犀生国際大学A棟302号 シリーズ（フランツペーター・アーベントロート）
  - DORAMA CD R1 - R9
  - DORAMA CD SS1
- アイドルマスター XENOGLOSSIA オリジナルドラマvol.2『週間モンデンキント』（カラス）
- 愛を歌うより俺に溺れろ!シリーズ（二階堂蘭）
- I LOVE PET!! ペルシャ（猫）（ペルシャ）
- あかね色に染まる坂 オリジナルドラマ（西野冬彦）
- あかやあかしやあやかしの シリーズ（足部さん達）
  - あかやあかしやあやかしの アンソロジードラマCD1「かくれんぼ」
  - あかやあかしやあやかしの ドラマCD
- Astral（須玉明）
- AZ（お兄ちゃん）
- あなたがお風呂でのぼせるCD 〜温泉擬人化コレクション 混浴編〜 第6弾「修善寺＆奥飛騨」（修善寺）
- あなたに今夜はワインをふりかけ（小河原崎貴生）
- アニメイト・コンシェルジュシリーズ（藤掛聡生）
  - アニメイト・コンシェルジュ Voice Section I
  - アニメイト・コンシェルジュ MINI Voice Section I 特訓編
- アニメ店長 最白 I - III（渉）
- あまつき（長春）
- 甘利先生の華麗なセミナー（蝦名真人）
- AMNESIA シリーズ（ケント）
  - AMNESIA ドラマCD 〜冥土の国のアムネシア〜
  - AMNESIA ドラマCD 〜AMNESIA OF THE DEAD〜
  - AMNESIA CROWD ドラマCD 〜執事とお嬢様〜[442]
  - TVアニメ AMNESIA ドラマCD 〜嵐の山荘にて〜[443]
  - TVアニメ AMNESIA ドラマCD 〜ひとつ隣のアムネシア〜[444]
- あらしのよるに（メイ）
- アラビアンズ・ロスト ラジオ&ドラマCD（カーティス・ナイル）
- アルスラーン戦記 妖雲郡行（イスファーン）
- 息遣いシリーズ お屋敷編〜執事と義弟の取り合い吐息〜（芹澤榊[445]）
- 異界繁盛記ひよこや商店（雛椎）
- イケベン! 〜池澤くんと愉快な仲間たち〜（1） - （3）（藤木高佳）
- イケメン☆アルバム【BlueButterfly】Club AAA編
- いざ、出陣!恋戦 シリーズ（小早川秀秋）
  - いざ、出陣!恋戦 ドラマCD 〜月下美人がみる夢は〜
  - いざ、出陣!恋戦 ドラマCD 〜赤い椿白い椿と〜
- 偉人アイドルプロジェクト 歴sing♪ シリーズ（岩崎虎太郎[446]）
  - 偉人アイドルプロジェクト 歴sing♪ 第1 - 3巻
  - 偉人アイドルプロジェクト歴sing♪ 〜セカンド・シーズン にゃあ!〜
  - 偉人アイドルプロジェクト 歴sing♪〜セカンド・シーズン ちゅう！〜
  - 偉人アイドルプロジェクト 歴sing♪〜セカンド・シーズン じゃき！〜
  - 偉人アイドルプロジェクト 歴sing♪〜セカンド・シーズン ぼっちり！〜
- invisible sign -イス- シリーズ（三宅真琴）
- いつか天魔の黒ウサギ〜900秒の放課後〜（主）
- いま、会いにゆきます（秋穂巧）
- 今すぐ召喚!ツンデレ彼氏（ダーリン） 第2巻 やる気のない陰陽師編（百目鬼清祥）
- 今様天狗綺譚 BLACK BIRD（相模）
- うえきの法則シリーズ（犬丸）
- 詩を聴かせて（秋吉一久）
- 裏切りは僕の名前を知っている 1・2（奏多）
  - 裏切りは僕の名前を知っている 3（冷呀）
- うるるんクエスト 恋遊記（月白）
- うわさの翠くん!! 二人の王子とハダカ姫の復讐!!（新橋カズマ）
- 英雄伝説IV 朱紅い雫シリーズ（マイル）
  - 英雄伝説IV 朱紅い雫
  - 英雄伝説IV 朱紅い雫 第1章 / 運命への旅立ち
  - 英雄伝説IV 朱紅い雫 第2章 / 誰がための祈り
  - 英雄伝説IV 朱紅い雫 第3章 / 黄昏の大地
- Eternal Guardian 〜聖戦士伝説〜 第1部 第2章 ティア・プレリュード（ラウール）
- エフィカス この想いを君に… Vol.1・2（隆）
- 絵本付クラシックドラマCD『チャイコフスキー：くるみ割り人形』[447]
- MとNの肖像（聖英一）
- EREMENTAR GERAD The original シリーズ（クー〈クード・ヴァン・ジルエット〉）
- エンジェル・ハウリング 1巻（アイネスト・マッジオ）
- 王子様（笑）シリーズ（「ラプンツェル」の王子様）
- 王都妖奇譚シリーズ（藤哉）
- 拝み屋横丁顛末記シリーズ（市川正太郎）
- おじまじょ シリーズ (エリザベス)
  - 結成！おじまじょ5
  - 魔法☆中年おじまじょ5 秘密の特訓 -前編・後編-
- お嬢様はジュエル・マスター（寺山太郎）
- 乙女的恋革命★ラブレボ!!シリーズ（時田楓）
- お迎えです。（堤円）
- オリンポス（アポロン）
- オレンジハニー シリーズ（水沢晶）
- 怪盗アプリコット（河村元気）
- 学園アリスシリーズ（鳴海先生）
- 学園天国パラドキシア（聖）
- 輝夜姫（由・リンドロス）
- 学校であった怖い話S オリジナルサウンドホラー（細田友晴）
- かてきょ@麗しき中年国語教師（高野伊織)
- カテゴリ：フリークス（那波浅葱）
- ガートルードのレシピ（ガートルード）
- 蟹工船（沢木真人）
- Cafe吉祥寺でシリーズ（皆川ひふみ）
  - Cafe吉祥寺で R1 - R10
  - Cafe吉祥寺で M 1・M2
  - Cafe吉祥寺で S1 - S7
  - Cafe吉祥寺で W1 - W10
  - Cafe吉祥寺で C1-C10
  - Cafe吉祥寺で 携帯ストラップ
  - Cafe吉祥寺で&ICS 1・2・3
- 神・風（石神カムロ）
- 神様はじめました シリーズ（ミカゲ）
  - 神様はじめました ※コミックス第13巻ドラマCD付き初回限定版[448]
  - 神様はじめました ドラマCD「神と神使の契約」[448]
- KAMUI（九利生柳）
- ガラスの艦隊（ヴェッティ=ルナード=スフォルツァ=ド=ロズレ）
- 硝子の森 サウンドコレクション（室生遼）
- 彼氏以外〜同僚との過ち〜（高野望）
- 彼氏彼女の事情 メモリアルドラマCD FINAL ACT（芝姫一馬）
- ガンパレード・マーチ 〜新たなる行軍歌〜シリーズ（速水厚志）
  - ガンパレード・マーチ〜新たなる行軍歌〜 Vol.1 - 4
  - ガンパレード・マーチ〜新たなる行軍歌〜 SPECIAL Vol.1・2
- 鬼外カルテシリーズ・イメージアルバム (2) 「ゴールデン・チャイルド」（向坂実）
- キス（五嶋信裄）
- 貴族探偵エドワード（クレメンス）
- ギタルマン（ゾーイ）
- 奇談シリーズ（琴平敏生）
- キッシーズ（仮屋原震）
- キディ・グレイド サウンドレイヤー Vol.2 - 5（アンオウ）
- 機動戦士ガンダムSEED featuring SUIT CD（アスラン・ザラ）
  - vol.1 STRIKE×KIRA YAMATO
  - Vol.2 ATHRUN ZALA×CAGALLI YURA ATHHA
  - vol.3 LACUS×HARO
  - vol.4 MIGUEL×NICOL
  - vol.5 ATHRUN × YZAK × DEARKA
- 機動戦士ガンダムSEED DESTINY featuring SUIT CD  シリーズ (アスラン・ザラ)
  - vol.9 ATHRUN ZALA×JUSTICEGUNDAM
  - vol.10 KIRA YAMATO×STRIKE FREEDOMGUNDAM
- Captain HOOK love's lock. シリーズ（葬儀屋）
- 今日からマ王!シリーズ（サラレギー）
- 今日もなお執事（珠洲）
- キヨショーシリーズ（きよっぽー、カヲリ、ハルコ）
- 禁断☆放課後の恋人 〜始まりのチャイム〜（彩木嵐士）
- 銀の勇者（リチェルカーレ）
- 吟遊黙示録マイネリーベシリーズ（石月ナオジ）
- クイズなないろDREAMS 虹色町の奇跡（仲村誠）
- ククロセアトロ〜悠久の瞳〜（ニコール）
- GRACE DOOR シリーズ（賀茂宮累）
  - GRACE DOOR 1・2
  - GRACE DOOR ミニドラマCD ※「クロフネZERO 2008年 Summer」付録CD
  - GRACE DOOR 執事たちの限界な一日
  - GRACE DOOR 乙女ロードと5人目の執事 ※小説版付属CD
- クリセニアン夢語り -エル・デオの眠れる王に-（吟遊詩人シャトゥオン）
- CLOCK ZERO 〜終焉の一秒〜 シリーズ（時田終夜 / 哲学者）
  - CLOCK ZERO 〜終焉の一秒〜 ドラマCD 〜正義の秘密戦隊ヘルズエンジェルズ 第613話 『黄昏の決戦』〜
  - CLOCK ZERO 〜終焉の一秒〜 ドラマCD 『それから』の記憶 〜ぼくらの中学生日記〜
  - CLOCK ZERO 〜終焉の一秒〜 Grace note Vol.2[449]
- クロノクルセイド（クロノ）
- クロム・ブレイカー（サイアス）
- 九龍妖魔學園紀 Vol.1（黒塚至人）
- クワガタにチョップしたらクローゼットに収納（賢） - 小説『クワガタにチョップしたらタイムスリップした』特装版付属CD[450]
- GATE シリーズ（西条晃）
  - GATE I【契約】
  - GATE II【始動】
- 月光仮面シリーズ（祝十郎）
  - 月光仮面
  - 月光仮面ビギンズ サタンの爪
- ケロロ軍曹 地球侵略CD 第5巻（サブロー / 623）
- 幻獣降臨譚（ユリストル）
- ドラマCD 幻想水滸伝 Vol.1・2（テッド）
- 恋するレッスンシリーズ（日々野芳美）
  - 国城あゆむのハッピーレッスン
  - 日々野芳美のナチュラルレッスン
- 紅炎のソレンティア（キヅク・ナナハラ）
- 高機動幻想ガンパレード・マーチ（速水厚志）
  - 高機動幻想ガンパレード・マーチ オリジナルドラマ1 夢散幻想 1 - 4
  - 高機動幻想ガンパレード・マーチ オリジナルドラマ5 少女幻想
  - 高機動幻想ガンパレード・マーチ オリジナルドラマ6 英雄幻想 1 - 3
  - 高機動幻想ガンパレード・マーチ みんなのがんぱれーど・まーち 1・2
- 高校王子（氷室恵）
- 幸運男子 -ラッキーくん-（すばる）
- 鋼鉄三国志シリーズ（呂蒙子明）
- 極道くん漫遊記 外伝2（アンリ）
- こころ（K）
- 子供たちは夜の住人（悪魔）
- 5人の恋プリンス 〜ヒミツの契約結婚〜 ドラマCD 第1巻（室井楓[451]）
- KONOHANA:TrueReport（桃井恵）
- Calling 〜あなたの言葉で抱きしめて〜『涙をぬぐって』（男）
- 最遊記シリーズDrama CD シリーズ（猪八戒）
  - 幻想魔伝最遊記 I Go to the west
  - 幻想魔伝最遊記 II Get square
  - 幻想魔伝最遊記 III His God,My God
  - 幻想魔伝最遊記 IV Bad Company
  - 幻想魔伝最遊記 V Crimson
  - 幻想魔伝最遊記 VI Charismatic
  - 幻想魔伝最遊記 VII Rain
  - 幻想魔伝最遊記 VIII Faith in mind
  - 幻想魔伝最遊記 IX des SILVER
  - 幻想魔伝最遊記 X Alive
  - 最遊記 XI BE THERE - 前編 -
  - 最遊記 XII BE THERE - 後編 -
  - 最遊記 XIII a fatal dose
  - 最遊記 XIV pride
  - 最遊記 XV Wish
  - 最遊記 XVI Lose
  - 最遊記 XVII Nothing to give
  - 最遊記 XVIII Party
  - 最遊記 XIX Noisy
  - キャラクターCD「最遊記」〜玄奘三蔵〜
  - キャラクターCD「最遊記」〜孫悟空〜
  - キャラクターCD「最遊記」〜沙悟浄〜
  - キャラクターCD「最遊記」〜猪八戒〜
- Gファンタジーコミック CDコレクション 最遊記シリーズ（猪八戒）
  - 最遊記 Vol.1 華焔の残夢
  - 最遊記 Vol.2 鏡花水月
  - 最遊記 Vol.3 螺旋の暦
- The Epic of Zektbachシリーズ（ノクス・カトルセ）
  - The Epic of Zektbach -FRAGMENTS OF ARIA TE'LARIA-
  - The Epic of Zektbach Novel CD Series -Blind Justice-
- SAKURA 〜雪月華〜（草薙誠）
- XAZSA（XAZSA）
- 里見☆八犬伝 VOL.1 八犬士の旅立ち!（犬村大角）
- THE BEST: TALES OF THE WORLD RADIANT MYTHOLOGY Plus（リッド・ハーシェル）
- The MANZAI 1 - 3（瀬田歩）
- SAMURAI DEEPER KYOシリーズ（猿飛サスケ）
- 三国志LOVERS ドラマCD3 呉編（周瑜）
- 七人のナナ（神近優一）
- しなこいっ（北河和巳）
- シノビライフ 1・2（鶲）
- GPX（ジョー・スタンレイ）
- シャイニングウィンドシリーズ（キリヤ）
- ジャングルはいつもハレのちグゥ Illusion：2 チキン（橘誠一）
- 十五少年漂流記〜二年間の夏休み〜（ゴードン）
- 十三支演義 〜偃月三国伝〜シリーズ（劉備）
  - 十三支演義 〜偃月三国伝〜 ドラマCD 演義余聞
  - 十三支演義 〜偃月三国伝〜 ドラマCD 恋歌繚乱[452]
  - 十三支演義 〜偃月三国伝〜 ドラマCD 未知の旅路[453]
  - 十三支演義 〜偃月三国伝〜 ドラマCD 洛陽猫攻防戦[454]
- 十二国記（更夜）
- 10年初恋 シリーズ（砂原陽也）
  - 10年初恋 柴雅人
  - 10年初恋 砂原陽也
  - 10年初恋 after the marriage
  - 10年初恋 after the marriage 東京は深夜1時
  - 10年初恋 春にして想うこと
  - 10年初恋 あれから5年、僕らは迷路の真っただ中にいた
- シュガーアップル・フェアリーテイル（キース[455]）
- 純血+彼氏（スワロ）※コミックス第3・4巻ドラマCD付き特装版
- JOKER FILE2 ドリーム・プレイング・ゲーム（瀬尾）
- 少年アリス（生徒1）
- 少年陰陽師シリーズ（安倍晴明 [青年］）
  - 窮奇編 第一巻 〜異邦の影を探しだせ〜
  - 窮奇編 第二巻 〜闇の呪縛を打ち砕け〜
  - 窮奇編 第三巻 〜鏡の檻をつき破れ〜
  - 音風編 第一巻 〜禍つ鎖を解き放て〜
  - 音風編 第ニ巻 〜六花に抱かれて眠れ〜
  - 音風編 第三巻 〜黄泉に誘う風を追え〜
  - 音風編 第四巻 〜焔の刃を研ぎ澄ませ〜
  - 番外編 第一巻 〜うつつの夢に鎮めの歌を〜
  - 天狐編 第一巻 〜真紅の空を翔けあがれ〜
  - 天狐編 第二巻 〜光の導きを指し示せ〜
  - 天狐編 第三巻 〜冥夜の帳を切り開け〜
  - キャラクターソング 風雅に響く詩を聴け 春
  - 少年陰陽師 DVD購入特典CD十二刻（安倍晴明[青年]、藤原敏次の父）
- 少年進化論シリーズ（藤崎直樹 / 麻生水城）
  - 少年進化論
  - 少年進化論plus
  - 少年進化論plus vol.2
  - スペシャル番外編 中年進化論plus
- 少年羽狩人（レン・ラフィー）
- 少年魔法士シリーズ（カルノ）
- 昭和元禄落語心中音曲噺 其の一・其の二 (菊比古)
- 私立クレアール学園 オレとアイツとラブレター（桐野）
- 深海伝説MEREMANOID 〜哀しみの里・霊峰山のふたり〜（レオン）
- 辛奇音劇シリーズ「木原浩勝の怪鬼宴〜録音スタジオの怪〜」（椎名和人）
- 神曲奏界ポリフォニカ エイフォニック・ソングバード（シダラ・レイトス[456]）
- 神撃のバハムート シリーズ（アーカス）
  - Holy Future
- 神父と悪魔 シリーズ（リリン）
  - 神父と悪魔 硝子の迷宮の夢魔
  - 神父と悪魔 煉獄の大悪魔
- 親友 Dear friends シリーズ（今井優）
- switch 〜スイッチ Vol.3 mp編（大塚郁）
- スーパーロボット大戦OG -ジ・インスペクター- ドラマCD vol.1（メキボス）
- Starry☆Skyシリーズ（星月琥太郎）
  - 星座彼氏シリーズ starry☆sky 〜Libra〜（天秤座）
  - プラネタリウムCD&ゲーム starry☆sky 〜in Autumn〜
  - Starry☆Sky 〜in bitter season〜
- S・L・H ストレイ・ラブ・ハーツ! ドラマCD 第1巻（雨柳静）
- SNOW BOUND LAND ドラマCD 〜お見合いクラッシュ大作戦〜（イヴァン[457]）
- スパイラル 〜推理の絆〜 もうパズルなんて解かない（鳴海歩）
- スペースチャンネル5 パート2（パージ）
- スレイヤーズシリーズ（ゼロス）
- 第1回声優アワード記念作品『こゑこひ 〜あなたの声に恋してる〜』（収録ドラマ「Fool's Present」）
- 声優だぁ〜い好き3 ゆびきりげんまん（山田 / 智巳）
- セイント・ビーストシリーズ（麒麟のユダ）
- 世界でいちばん大嫌い（秋吉一久）
- SECOND（LOWE）
- ZERO ZANY. CODE-01・02（蟲喰い）
- 仙界伝 封神演義 外伝シリーズ（申公豹）
- 戦国BASARA2シリーズ（竹中半兵衛）
- 戦国武友伝 シリーズ
  - 戦国武友伝 〜久遠の交はり〜（大谷刑部吉継）
  - 戦国武友伝 伍の巻 〜龍虎の邂逅〜（大谷刑部吉継）
- せんせいのお時間 2・4（デビット・アマデウス / 戸張章）
- センチメンタルプレリュード 前・後編（結城拓馬）
- 聖・ライセンス hide&seek（スワン・ジェンピット）
- 千の風になって（クリス・ベイカー）
- 創竜伝シリーズ（竜堂余）
- ZONE-00シリーズ（白狐）
  - ZONE-00 劇-I section CHERRY
  - ZONE-00 劇-II section KNIGHT
  - ZONE-00 劇-III
- それゆけ!誠龍放送部!!2 活劇幻想 シネマトグラフ・イリュージョン（マリー・スタンレイ）
- 対決NEO 石田彰 vs 中井和哉（水木真也）
- だいなあいらん（水島理論）
- TAP TRAP LOVE（JOHN DO）
- ASUKA2<ダブル・アスカ>（飛鳥浩司）
- Danza PLUS COPPERS（ヴァル）
  - Danza PLUS COPPERS2 COPPERS（ヴァル）
- 耽美夢想マイネリーベ 虹の橋 〜ビブロスト〜 （ルーイ）
- チェックメイト（月光帝）
- チヒロ☆ちひろ（茅広スバル）
- 超くせになりそう シークレットストーリー（上岡龍）
- 長州ファイブ 上巻・下巻（遠藤謹助）
- 超♡モテ期 〜わたし、どうしたらいい?〜 兄弟編（長男）
- D・N・ANGELシリーズ（日渡怜）
  - D・N・ANGEL CUTE
  - D・N・ANGEL SWEET
- decade〜Yukiru Sugisaki 10th Anniversary〜（日渡怜、ユウ・ヒクラ、永作慎太郎）
- 血とチョコレート（四賀）※コミックス第2巻 特装版
- 低俗霊DAYDREAM（ミツル）
- 停電少女と羽蟲のオーケストラ 陽継ノ章（久錆）
- テイルズ オブ エターニアシリーズ（リッド・ハーシェル）
  - テイルズ オブ エターニア -LEVEL ONE-
  - テイルズ オブ エターニア -LEVEL TWO-
  - テイルズ オブ エターニア -LEVEL THREE-
  - テイルズ オブ エターニア -LEVEL FOUR-
  - テイルズ オブ エターニア -LEVEL FINAL-
  - テイルズ オブ エターニア Labyrinth 〜forget-me-not〜 上・下巻
  - テイルズ オブ エターニア ドラマ&BGM アルバムラスト・サマー
  - テイルズリング アーカイブ EPIC ONE 〜英雄の帰還〜
- デスクトップのメイドさん（旦那様）
- デバイスレイン（霧生忍）
- てるてる×少年（三好健三）
- 天体議会（謎の少年）
- 東海道HISAME -陽炎- シリーズ（六波羅紫苑）
  - 東海道HISAME -陽炎-
  - 東海道HISAME -陽炎- 千子村正編
  - 東海道HISAME -陽炎- 高野山激闘編
- トゥルー・ラブストーリー（柳沢修一）
- トーキョーガーディアン（紫）
- 東京クレイジーパラダイス（紅月昭平）
- 東京ジュリエット（プレタポルテ協会長・克行）
- 東京タブロイド（天端遊馬）
- 東京魔人学園シリーズ
  - 東京魔人學園妖鬼譚（与助）
  - 東京魔人學園剣風帖外伝 妖都鎮魂歌 第壱巻（萱野あずさ）
- Dolly Oriental（朝霧千草）
- 「刻の男組（ときのスーパーヒーロー）」第1弾「イケメン☆桃太郎」（キジ）
- ときめきメモリアル Girl's Sideシリーズ（守村桜弥）
  - ときめきメモリアル Girl's Side プロローグ〜ファースト・ラブ
  - ときめきメモリアル Girl's Side ラジオドラマVol.1〜feat.葉月珪・守村桜弥
  - ときめきメモリアル Girl's Side chapter 1 Another Season 〜Spring〜
  - ときめきメモリアル Girl's Side 〜思い出の絵本（全員版）〜
- DOGS/BULLETS&CARNAGE（バドー）
- ドラゴン騎士団 II -竜都篇-（ビアレス）
- ドラゴンフォース 創世記編（ミラル）
- ドルアーガの塔 〜the spoon of URUK〜（カリー）
- とんでぶーりんシリーズ（水野光一）
- NIGHT HEAD GENESIS（霧原直也）
- 9S（坂上闘真）
- なかよし公園 1・2（クロ）
- 夏目友人帳（名取周一）
- ナデプロ!! SPCD 〜近況報告〜（いっしー）
- 七色仮面（トキオ）
- ななぶん シリーズ（滝沢潤一郎）
  - ななぶん〜七崎高校文化祭実行委員会
  - ななぶん -Graduation- 七崎高校卒業式
- 西の善き魔女 番外編ドラマCD 赤毛の貴公子と黒髪の少年（ロット・クリスバード）
- 忍たま乱太郎シリーズ（綾部喜八郎）
  - 忍たま乱太郎 ドラマCD 三の段
  - 忍たま乱太郎 ドラマCD 作法委員会の段
  - 忍たま乱太郎 ドラマCD 四年生の段
  - 忍たま乱太郎CD 『忍たまがラジオにやって来た!の段』あんど『こんなこともあったんだよ、の段』[458]
  - 忍たま乱太郎 ドラマCD い組の段〜上巻〜
- NEON GENESIS EVANGELION ADDITION（渚カヲル）
- 悩殺ジャンキー（堤郁依）
- NOBU（謙信）
  - NOBU学園（謙信）
- ノンフィクションシリーズ（柳瀬祐樹）
  - 男子高校生CD
- はーとふる彼氏シリーズ（銀=ル・ベル=朔夜）
  - はーとふる彼氏 ドラマCD プロローグ
  - はーとふる彼氏 ドラマCD 第一羽
- ハイスクール・オーラバスターシリーズ
  - 迷える羊に愛の手を(深田充)
  - オリジナルアルバムD-X 天冥の剣（遠野一真)
  - 朗読劇Collection 緋色の糸の研究(遠野一真)
- 爆炎CAMPUSガードレスシリーズ（神野巧）
  - 扉学園納涼夏祭前夜祭つれづれ記
  - ドキッ（ハート）まるごと女だらけ？の水泳大会
  - 神田川同棲日記
  - 扉学園怪獣大進撃
- 獏狩り シリーズ（天津神六鬼・鬼祥）
  - 獏狩り2
  - 獏狩り 〜神和篇〜
- 幕末恋華 新撰組 シリーズ（沖田総司）
- 爆れつハンター（マイム）
- BASARA 茜の章 1・2（タタラ）
- パスタマフィア 1（スパゲティネーロ）
- 葉っぱのフレディ〜いのちの旅〜（フレディ）
- 花帰葬（灰名）
- 花より男子（生徒）
- 花よりも花の如く（山王丸）
- ぱにぽにシリーズ（宇宙人部下）
  - ぱにぽに〜修学旅行密着24時!〜編
  - ぱにぽに セカンドシーズン Vol.3
- BALLAD（多守神威）
- 薔薇のマリア（アジアン）
- Barico シリーズ（クラーク・ダーリング）
  - Barico 珈琲円舞曲 -coffee waltz-
  - Barico 子猫狂詩曲 -kitten rhapsody-
  - Barico 銀色行進曲 -silver march-
- 遙かなる時空の中でシリーズ（安倍泰明、安倍泰継、リズヴァーン、アシュヴィン、金剛夜叉明王）
- PandoraHeartsシリーズ（ザークシーズ＝ブレイク）
  - PandoraHearts ドラマCD1 CDドラマシアター『ベザリウス学園の悪夢』
  - PandoraHearts ドラマCD2 CDドラマシアター『アリスの（お）む茶会』
- バンブーブレード ドラマCD 紅盤/白盤（栄花段十朗）
- B壱（エミネ）
- ヒーリングCD 癒守石03（砂金）
- 翡翠の雫 緋色の欠片2シリーズ（壬生克彦）
  - 翡翠の雫 緋色の欠片2 ドラマCD 惑わしの洞窟
  - 翡翠の雫 緋色の欠片2 ドラマCD Vol.2 幻魔の罠
  - 真・翡翠の雫 緋色の欠片2 ドラマCD 黄泉渡り
- ひつじの涙（君島嵐士）
- 火魅子伝 〜恋解〜（閑谷）
- ひめひび シリーズ
  - ひめひび -Princess Days- ドラマCD Prince Days -とある王子様たちの慌ただしい日-（柏木林斗）
  - ひめひび -New Princess Days!!- 続!二学期 ドラマCD New Prince Days -Precious Memory For You-（柏木林斗）
- 百鬼夜行抄シリーズ（飯嶋律）
- 人間交差点 -HUMAN SCRAMBLE- あの日川を渡って（片田良夫）
- PINKY:SHOW TIME #001,#002（ホビくん、ピンキーバード、大人気ない大人）
- GファンタジーコミックCDコレクション ファイアーエムブレム暗黒竜と光の剣（クラウス[459]）
- ファイアーエムブレム 黎明編/紫嵐編（マルス[460]、コーネリアス[460]）
- FF：U 〜ファイナルファンタジー:アンリミテッド〜 After2 「リサ〜たちきられたくさり〜」（雲）
- ファイブシリーズ（泰楽ジュン）
- FOOKIES シリーズ（カレン・テイラー、千代反田智）
- BOOM TOWN 〜SONG SONG SONG〜（ミッジ）
- Fate/Zero（雨生龍之介）
- honeybee ドラマCD 部活彼氏シリーズ「放課後colorful step 〜Theatrical club〜」
- ふしぎ工房症候群 〜ドラマCD版 第1弾〜「一緒に死んでくれますか?」（僕）
- 腐女子 シリーズ（黄川三貴）
  - 腐女子の嫁ぎ方
  - 腐女子のミカタ
- 腐女子をエスコート2 黄川&後白河編（黄川三貴〈弟ワンコ系執事〉）
- 仏ゾーンシリーズ（アシュラ）
- BLACK WOLVES SAGA Original Sound Track plus Drama（ザラ・スキーンズ）
- Bloody Callシリーズ
  - Bloody Call ドラマCD・I 〜NEDE編〜（ハルファス）
  - Bloody Call ドラマCD・II 〜フライコール編〜（久神夾）
- planetarian 〜ちいさなほしのゆめ〜 ドラマCD 第二章 エルサレム（デイビッド・サリンジャー）
- フラワーショップへようこそ 〜月下美人の囁き〜（柊・アルフォンス・ブラウ）
- プリンセスハーツ〜麗しの仮面夫婦の巻〜（マシアス）
- 冬のソナタ KBS-TV版ドラマCD声優ver. 冬のソナタ VOL.1 - 4（カン・ジュンサン / イ・ミニョン）
- 文豪シリーズ（泉鏡花）
  - 第1巻 吾輩たちは文豪である
  - 文豪バトルロワイヤル〜注文の多い編集履歴が打ち切りを迫っているようです〜
  - 文豪シリーズ 文豪ぶらり旅（泉鏡花）
- ベリーベリー（香坂さん）
- ペルソナシリーズ
  - 女神異聞録ペルソナ（鳴海優也）
  - ペルソナ3（主人公、望月綾時）
  - ペルソナ3 ポータブル（男性主人公、望月綾時）
- ボイスコレクションシリーズ3 五十嵐くんの人に言えない銀の夜（五十嵐健人、他計12役）
- 放課後恋愛クラブ 〜恋のデュエット〜（天城練一）
- 方言男子 りとる★じゃぱん（尾張）
- ボクたちオトコの娘 シリーズ（三津田蓮）
  - ボクたちオトコの娘 〜アイドルデビュー編〜
  - ボクたちオトコの娘 〜ドキドキ☆サマーハプニング編〜
  - ボクたちオトコの娘 〜まさかの！ス・キャ・ン・ダ・ル編〜
  - ボクたちオトコの娘〜ハートがハラハラ★小悪魔ちゃん登場 編〜
- ぼくたちと駐在さんの700日戦争 Part.1 - 3（グレート井上）
- 僕の初恋をキミに捧ぐ（垣野内逞）
- マイカレ（若水辰真）
- 舞-HiMEシリーズ（炎凪）
  - 実録!『裏』風華学園史 第一・二章
  - 舞-HiME★DESTINY 龍の巫女
- 勾玉花伝 巫女姫様とさくらの契約（天翔）
- 魔動装機ヴァイアス（ロンザール）
- 魔導祖師（金光瑶）
- 魔法少女猫たると 月光夜宴 ムーンライト・パーティー（ガレット）
- マジンカイザー傳（真野達也）
- MARS（樫野聖）
- マスケティア・ルージュ（リヴィエール）
- まほう×少年×Days!!!!! 第1巻（ラン[461]）
- 丸川くん家の猫たち シリーズ（丸川ミキオ）
  - 丸川くん家の猫たち
  - 丸川くん家の猫たち 第二席 夏キネマ
  - 丸川くん家の猫たち 第三席 猫灯籠
  - 丸川くん家の猫たち 第四席 打ち上げ花火
  - 丸川くん家の猫たち 第五席 晩夏のメリークリスマス
- 水の旋律 サウンド&ドラマCD「花篝」（好信）
- みつめていたい（キク）
- ミルククラウン（立華倭生）
- 無人惑星サヴァイブ スペシャルドラマ&キャラソンやでェ〜!（ハワード）
- 目隠しの国（並木昌廣）
- めくるめく（高田）
- モノクローム・ファクター（我妻秋一）
- もふもふっ!（ハル）
- ももいろシスターズ（戸張章）
- 八雲立つ 音盤物語・新音盤物語（布椎蒿）
- ヤマトタケル 魔空の疾風児（アマツミ）
- 悠久幻想曲3 Perpetual Blueシリーズ（ルシード・アトレー）
- ゆのはなSpRING! 〜秋に咲く泡沫の桜〜   (佐伯宏太)
- 妖怪アパートの幽雅な日常（一色黎明）※コミックス第3巻ドラマCD付き特装版
- 夜まで待てない。（司）
- よろず屋東海道本舗（志摩義経）
- ライアー×ライアー（川西[462]）※コミックス4巻特装版付属CD
- ラグーンエンジンシリーズ（永作慎太郎）
  - クリスマススペシャル鈴の音を追え！
  - 桜吹雪に消えた謎〜前編〜・〜後編〜
- 螺旋のかけら（朔夜）
- Love Cuisine〜モンスターズ・レシピ〜  シリーズ (アッシュ・ヴァルコイネン)
  - おいしく恋するCD Love Cuisine〜モンスターズ・レシピ〜 Vol.5 - 6
- ラブ★トリップ 〜これってハネムーン?〜 京都編・金沢編・沖縄編・三重編・北海道編（水原修一）
- ラブ・ベリッシュ!（高松渚）
- ランブルフィッシュ（瑞原玲）
- ルイの魔裁判1 - 2（ハウナ）
- LUNAR（アレス）
- 瑠璃の風に花は流れる 第1巻・第2巻（光夜）
- レインボーマン（ナレーション）
- レジェンド・オブ・クリスタニア（レードン）
- レンタル執事シリーズ（梶総司）
  - レンタル執事 Drama CD Vol.1
  - レンタル執事 キャラクターCD
- 朗読喫茶 噺の籠 〜あらすじで聴く文学全集〜 人間椅子/注文の多い料理店/羅生門（「人間椅子」の朗読）
- ロミオとジュリエット（ロミオ）
- 聖刻覇伝 ラシュオーンの嵐（カリウ・バクター）
- ワイルドアームズ アドヴァンスド3rd オリジナルドラマ（ジェット）
- WILD HALF（葛城三月）
- ワイルドライフ（陵刀司）
- 私の…メガネ君〜彼は甘い苦痛（天川太一朗、田中ヨシオ）

### BLCD
- 愛していると言ってくれ。（安西和希）
- アフター5はKissの雨 1・2（榎本和明）
- アナリストの憂鬱シリーズ1 ベンチマークに恋をして（鳥海潤）
- アニマムンディ 終りなき闇の舞踏 シリーズ（サン・ジェルマン伯爵）
  - アニマムンディ 終りなき闇の舞踏 第1弾 親友編 遠き日の記憶
  - アニマムンディ 終りなき闇の舞踏 第3弾 王宮編 反逆の警鐘
- 危ない薔薇と百合の園（桜之宮京）
- うたうたいの恋 Vol.1 - 4（真崎アユム）
- 美しい男（M2 リムスタイン）
- XY（ナギサ）
- Every Day Every Night（ルイ・クリスティ）
- ENDLESS シリーズ（東堂貴臣）
  - ENDLESS RAIN
  - ENDLESS KISS
  - ENDLESS LOVE
  - ENDLESS TIES
  - ENDLESS BEAT
  - ENDLESS FEEL
  - ENDLESS HEAT
  - memorial album of ENDLESS〜マッド・パーティーへようこそ！〜 ※ENDLESS HEAT応募者全員サービス
- 王子さまLV1 シリーズ（白鳳）
  - 王子さまLV1 BL盤
  - 王子さまLV1.5 BlueDisk
  - 王子さまLV1.5 Green Disc
- 皇林学院シリーズ（高瀬琳）
  - 皇林学院シリーズ 1 いけない生徒会室
  - 皇林学院シリーズ 2 愛の才能
- お金がないっ シリーズ（綾瀬雪弥）
  - お金がないっ
  - お金しかないっ
  - 可愛げないっ
  - お金じゃ買えないっ
- 俺のモノ!（東三室）
- 君は天使じゃない（高見沢杏里）
- Catch Me!（諏訪智幸）
- 銀の鎮魂歌（キラ・カムス）
- 幸運男子 -ラッキーくん-（すばる）
- 最後の夏休み（遠野旭）
- しょせんケダモノシリーズ（八坂洋一）
  - しょせんケダモノ
  - しょせんケダモノ3 竜王の花嫁
- 新宿Guardian シリーズ（吸血鬼）
- 好きなものは好きだからしょうがない!! シリーズ（七海かい）
  - 好きなものは好きだからしょうがない!! -FIRST LIMIT- Truth
  - 好きなものは好きだからしょうがない!! -TARGET†NIGHTS- Truth
  - 好きなものは好きだからしょうがない!! -NEVER LAND-
  - 好きなものは好きだからしょうがない!! -RAIN- Truth 
  - 好きなものは好きだからしょうがない!! -HEAVENLY BREATH-
  - 好きなものは好きだからしょうがない!!NEVER LAND2 ハッピーアワー
  - 好きなものは好きだからしょうがない!! -LOVE STORIES-
  - 好きなものは好きだからしょうがない!! +White Flower+ Truth  (rise、fall含む4枚組)
  - 好きなものは好きだからしょうがない!! -タリナイコトバ-
  - 好きなものは好きだからしょうがない!! -シアワセノマホウ-
  - 好きなものは好きだからしょうがない!! -ミッション・チョイス-
- 青桃院学園風紀録シリーズ（如月剣）
- 鷹宮学園 育生&国立シリーズ
  - ルナティック・イヴ（根本桂）
- タクミくんシリーズ
  - タクミくんシリーズ「CANON〜カノン〜」（高林泉）
  - タクミくんシリーズ「Sincerely.」（高林泉）
  - タクミくんシリーズ「そして春風にささやいて」（高林泉）
  - タクミくんシリーズ「美貌のディテイル」（三洲新）
  - タクミくんシリーズ「緑のゆびさき」（三洲新）
  - タクミくんシリーズ「夢の後先」（三洲新）
  - タクミくんシリーズ「あの、晴れた青空」（三洲新）
  - 10th Anniversary Complete Edition Privilege CD 愛しさの構図＆てのひらの雪
  - 10th Anniversary Complete Edition2 ギイがサンタになる夜は
  - 10th Anniversary Complete Edition3 バレンタインルーレット
- DOUBLE CALL シリーズ（千堂頼人）
  - DOUBLE CALL
  - DOUBLE CALLII
  - DOUBLE CALLIII
  - DOUBLE CALLIV -放物線の彼方 1-
  - DOUBLE CALLV -放物線の彼方 2-
  - DOUBLE CALLVI -放物線の彼方 3-
  - DOUBLE CALLVII -放物線の彼方 4-
  - DOUBLE CALL復刊記念応募者全員サービスCD
- 月の砂漠殺人事件（七瀬瑞貴）
- ツーリング・エクスプレス シリーズ（シャルル・オージュ）
  - ツーリング・エクスプレス-パリ・コネクション-
  - ツーリング・エクスプレス-フローレンス-
- 同棲愛（篁光太郎）
- ニューヨーク・ニューヨーク 2（エリック・ピッツバーグ）
- 富士見二丁目交響楽団 シリーズ（五十嵐健人）
- Pretty Baby 2（稲葉沙織）
- My Dear Wonder（葉山翔太郎）
- 真夏の被害者 I・II（中里正志）
- 真夜中の弥次さん喜多さん 愛と幻覚のセレナーデ（カエル）
- ミス・キャスト シリーズ（立花和樹）
  - ミス・キャストシリーズ1「ミス・キャスト」
  - ミス・キャストシリーズ2「隠し撮り」
  - ミス・キャストシリーズ3「危ない朝」
  - ミス・キャストシリーズ4「誘惑の唇」
  - ミス・キャストシリーズ5「熱・帯・夜」
  - ミス・キャストシリーズ6「取材拒否」
  - ミス・キャストシリーズ7「代理出張」
  - ミス・キャストシリーズ8「罪な香り」
  - ミス・キャストシリーズ9「濡れた瞳」
  - ミス・キャストシリーズ番外編「絶対にヒミツ・危険な選択」
  - ミス・キャストシリーズ10「偽りの答」
  - ミス・キャストシリーズ11「不利な立場」
  - ミス・キャストシリーズ12「一抹の不安」
  - ミス・キャストシリーズ13「揺れる心」
  - ミス・キャストシリーズ14「最終章 決断のとき」
  - ミス・キャスト 7&8購入応募者全員プレゼント

メロディ♪ハレルヤ（小沢美紀）
- Last Order（志方真弘）
- LUNATIX（里中洋海）
- LEVEL-C シリーズ（篠原みづき）
  - LEVEL-C 2 in 1
  - LEVEL-C 3
- ロマンティスト・テイスト（岡野晶）
- ロミロミ シリーズ（浅野巧巳）
  - 僕のものになりなさい1
  - 僕のものになりなさい2 きみのとなりで眠らせて
  - 僕のものになりなさい3 イケるところまでイこうよ
  - 僕のものになりなさい4 きっと純愛というのは…
- わがままプリズナー（鷹見明）
- ワンダーBOY〜My Dear Wonder〜（百地翔太郎）

### 朗読・ラジオCD
- 愛してあげるニャ! -僕のペット- VOL.1（瀬戸恵一）
- 愛のポエム付き言葉攻めCD Lovers IV〜今日と明日の間（はざま）で夢を見た〜
- 朗読CD angelica -竹久夢二-
- 石田彰・岸祐二の五番街で逢いましょう シリーズ
- クリームソーダとギムレット パーフェクトCD 1杯目・2杯目
- Voice Colors Series 07. 〜邂逅〜
- うずらっぱ 朗読CD「雨月物語〜菊花の約」
- ラジオDJCD オー!NARUTOニッポン 其の一・十一（ゲスト）
- 官能昔話4 〜グリム童話〜
- 今日からマ王! DJCD 眞魔国放送協会 -SHK- vol.6（ゲスト）
- クッキングレシピCD『ラブ★スィーツ』
- クリームソーダとギムレット CDカクテル Vol.1・2
- 月刊男前図鑑 シリーズ
  - 月間男前図鑑 メガネ編 白盤（モテないメガネ）
  - 月刊男前図鑑 芸能編 黒盤（アナウンサー）
  - 月刊光源氏図鑑 椿編 白椿盤・紅椿盤（ナレーション）
- DJ CD 幻想魔伝西遊記 シリーズ（ゲスト）
  - DJ CD幻想魔伝西遊記 第一巻
  - DJ CD幻想魔伝西遊記 第ニ巻
  - DJ CD幻想魔伝西遊記 第三巻
- 極道くん漫遊記 シリーズ
  - 外伝スペシャル 極道ナイトライブ（DJ）
  - 極道くん漫遊記 外伝2スペシャル 極道ナイトライブ（DJ）
- 心あたたまる物語 シリーズ
  - 心あたたまる物語 Vol.6（〜家族編〜「母の恋人」）
  - 心あたたまる物語外伝 その3（結婚式）
  - 心あたたまる物語外伝 SP 限定オマケディスク 〜二十四の台詞集〜（岩ちゃんのつぶやき）
- サイネリア「自由研究」シリーズ、想い出のリフレイン……地中に埋めた自由研究（桐谷千早）
- オリジナル朗読CDシリーズ The Time Walkers 1 天草四郎
- 朗読CD 詩人 立原道造
- CDブック『あの声優が読むあの名作』
- 少年陰陽師 ラジオCD 第3・7巻 彼方に放つ声をきけ〜略して孫ラジ（ゲスト）
- 新撰組インターネットラジオ シリーズ（沖田総司）
  - SIR新撰組トゥデイ DJCD1
  - SIR新撰組トゥデイ DJCD2
  - SIR影の新撰組・紫苑〜大筒をさがせ
  - らいぶCD SIR☆THE祭
  - 三つの色の花語り
- Story of 365 days シリーズ
  - Story of 365 days〜chapter.SPADE（スペードのキング）
  - Story of 365days SPADE Anniversary from October to December（スペードのキング）
- セイント・ビースト ケダモノたちのHEAVEN'S PARTY ラジオCD シリーズ
- 講談CD 「戦国」シリーズ 真田幸村
- DJCD 戦国BASARA シリーズ
  - DJ CD 第2巻（ゲスト）
  - DJ CD 戦国BASARA SPECIAL（ゲスト）
  - DJ CD 戦国BASARA弐 金剛 第2巻 （ゲスト）
- 戦国武将物語 シリーズ
  - 戦国武将物語〜大名編その壱〜（第七話「北条氏康物語」）
  - 戦国武将物語 外伝〜14の大名物語〜（北条氏康物語外伝「籠城」）
- 旦那カタログ Vol.1 今月の特集：強引な旦那様VS優しい旦那様（強引旦那・芦屋光一）
- 東京アニメセンターRADIO DJCD アダルト予備校〜彼と彼女とアナタとアイツと〜（ゲスト）
- Come across〜DEARS朗読物語〜 Vol.5 「アンデルセンの童話」
- DEARS 十二星座物語 シリーズ
  - DEARS 十二星座物語 Apollon Side（朗読 - さそり座）
  - DEARS 星座物語外伝〜25の物語〜（朗読 - さそりのおほしさま）
- でぃあーず にほんのむかしばなし シリーズ
  - でぃあーず にほんのむかしばなし〜青の色〜（朗読 - 第二話『風の神と子供』）
  - でぃあーず にほんのむかしばなし〜夢の色〜（朗読 - 第三話『ちいさなともだち』）
- DEARS 花言葉物語 シリーズ
  - DEARS 花言葉物語〜青の季節〜（秋の妖精『リンドウ』）
  - DEARS 花言葉物語〜ラッキーフラワー占い〜（秋の妖精『リンドウ』）
- Dolly Oriental（朝霧千草）
- RADIO トーク ネオロマンス Paradise 遙かなる時空の中で 2・3（ゲスト）
- 幕末志士物語 シリーズ
  - 幕末志士物語〜薩摩・長州編〜（「島津斉彬物語」）
  - 幕末志士物語外伝〜14の新選組&薩摩・長州編〜（「島津斉彬物語外伝」）
- 88星座物語 シリーズ
  - 88星座物語〜オオカミの章〜（第六章）
  - 88星座物語〜外伝〜 12の星の物語（「イルカ座の物語」）
- 白血球部活動記録〜看病編〜 vol.3「マクロファージ・血小板」（血小板）
- パンドララジオ スペシャルCD Vol.1 〜華麗なる美食対決〜（ゲスト）
- honeybee シリーズ
  - honeybee あやかしごはん もぐもぐCDシリーズvol.6「浅葱くんとシチューもぐもぐCD」（木邑浅葱）
  - honeybee 羊でおやすみシリーズ Vol.1 「僕らの声で…」（数え：1〜200匹目）
  - honeybee 万葉恋歌 -椿の章-（山上将）
  - honeybee ミツバチ声薬 『ハートエイド』
  - honeybee MESSAGE 4Uシリーズ vol.1 Happy Birthday to U（マルコム・キャトリー）
  - honeybee Landscape〜あの夏の願い〜（灯呂）
- 「Honeymoon」vol.9（奥村千遥）
- ふしぎ工房症候群 オリジナル朗読CD EPISODE.4「一緒に死んでくれますか?」語り
- RADIO DJCD BLEACH “B” STATION Third Season Vol.3（ゲスト）
- HOTEL MAUSU DJCD VOICE STATION 1・2
- DJCD「ママチャリと駐在さんのぼくちゅうラジオ!」（ゲスト）
- 宮沢賢治 名作選集 シリーズ
  - 宮沢賢治 名作船集〜「どんぐりと山ねこ」〜
  - 宮沢賢治 名作選集2 〜「セロひきのゴーシュ」〜
  - 宮沢賢治 名作選集3 〜「銀河鉄道の夜」〜（ジョバンニ）
  - 宮沢賢治 名作選集4 〜「風の又三郎」〜（高田三郎）
  - 宮沢賢治物語 〜雨ニモマケズ〜
- ミラクル☆トレイン エスコートボイスCD とくがわ（とくがわ）
- 妄想彼氏（ペット）シリーズ ツンなペットくん（ツカサ）

### ラジオドラマ
- 2010年ラジオの旅 アンドロイドアナMAICO-2010（マイケル）
- 9S（坂上闘真）
- レジェンド・オブ・クリスタニア〜はじまりの冒険者たち〜（レードン）
- サンライズラヂオEX。 SNSニュース（電パラ）
- 聖刻覇伝 ラシュオーンの嵐（カリウ・バクター）
- むかしむかしのものがたり（語り部）
- ラジオ幻想水滸伝 集まれ!108星!（テッド）
- 魔導祖師（金光瑶：きんこうよう / 孟瑶：もうよう）

### テレビ人形劇
- Thunderbolt Fantasy 東離劍遊紀第二期（諦空）

### デジタルコミック
- VOMIC コイバナ!〜恋せよ花火〜（宇野誓）
- VOMIC 銀魂（桂小太郎）
- VOMIC GANTZ（西丈一郎）

### 吹き替え

#### 担当俳優
イ・ジュンギ
- アラン使道伝（キム・ウノ）
- 犬とオオカミの時間（イ・スヒョン）
- イルジメ〜一枝梅（ヨン＝イ・ギョム＝イルジメ）
- 王の男（コンギル）
- 光州5・18（ジヌ）DVD
- シチリアの恋（パク・ジュンホ）DVD
- 朝鮮ガンマン（パク・ユンガン / 長谷川半蔵）
- TWO WEEKS（チャン・テサン）
- バイオハザード: ザ・ファイナル（チュウ司令官）※劇場公開版
- ヒーロー（チン・ドヒョク）
- フライ・ダディ（コ・スンソク）
- 麗〜花萌ゆる8人の皇子たち〜（ワン・ソ）

イライジャ・ウッド
- アイス・ストーム（マイキー・カーヴァー）
- 記憶の旅人（バーニー）
- ディープ・インパクト（リオ・ビーダーマン）

ジョナサン・ブランディス
- サイドキックス（バリー・ガブルスキー）
- シークエスト（ルーカス・ウォレンチャック）
- 超音速ヒーロー ザ・フラッシュ（テリー・コーハン）※日本テレビ版

ダニー・ヌッチ
- イレイザー（モンロー）※日本テレビ版
- クリムゾン・タイド（ダニー・リベッティ）※日本テレビ版
- ザ・ロック（シェパード中尉）※日本テレビ版

#### 映画
- アイアンサンダー（セロー）
- アイ ウォント ユー（ホンダ）
- アウト・フォー・ジャスティス（ピカリーノ）※テレビ朝日版
- アメイジング・スパイダーマン2（ハリー・オズボーン / グリーン・ゴブリン〈デイン・デハーン〉[466]）
- アメリカン・アウトロー（ジム・ヤンガー〈グレゴリー・スミス〉）
- アメリカン・グラフィティ（テリー・フィールズ〈チャールズ・マーティン・スミス〉）※BD版
- アメリカン・スウィートハート（ダニー・ワックス〈セス・グリーン〉）
- アンジェラの灰（マラキB）
- アンダー・ファイア
- アンドレ 海から来た天使（スティーブ〈シェーン・メイア〉）
- IT ※テレビ東京版
- イリュージョン 愛の掟（リカルド・フェリーニ）
- インタビュー・ウィズ・ヴァンパイア（セントクレアの愛人〈リー・エメリー〉）※フジテレビ版
- インディ・ジョーンズ/最後の聖戦※VHS・DVD版
- インデペンデンス・デイ: リサージェンス（チャーリー・ミラー〈トラヴィス・トープ〉）
- インモラル・シェフ（フランク）
- エア・アメリカ（ヘンリー・トッピンス）
- エルム街の悪夢（グレン〈ジョニー・デップ〉）※DVD版
- エンジェルス2（ガーロ）
- おじさんに気をつけろ!（バグ）
- 俺たちの街（ヒョイ）
- 完全犯罪クラブ（ジャスティン・ペンデルトン〈マイケル・ピット〉）
- 奇跡の歌（アンソニー）
- 奇跡の人（ジェームズ・ケラー）
- CUBE IQ（マイケル・ゴースト）
- グッド・ウィル・ハンティング/旅立ち（ウィル・ハンティング〈マット・デイモン〉）※機内上映版
- クライム・アンド・パニッシュメント（ヴィンセント）
- クラス・オブ・1999（エンジェル〈ジョシュア・ミラー〉）※ソフト版
- クリスマスに万歳!（イーサン）
- ゲッタウェイ'99（ローレンス）
- ゲド〜戦いのはじまり〜（ゲド〈ショーン・アシュモア〉）
- 恋におちたシェイクスピア（ジョン・ウェブスター〈ジョー・ロバーツ〉）
- 西遊記 孫悟空vs白骨夫人（猪八戒〈シャオ・シェンヤン〉）
  - 西遊記 女人国の戦い
- ザ・インターネット（クリフトン・バーツ、カイル）
- サウス・キャロライナ/愛と追憶の彼方（ベルナード・ウッドラフ〈ジェイソン・グールド〉）
- ザ・コア（ラット〈DJクオールズ〉）※テレビ朝日版
- 殺人の追憶（パク・ヒョンギュ〈パク・ヘイル〉）
- THE BATMAN-ザ・バットマン-（リドラー〈ポール・ダノ〉[467]）
- ザ・バンカー 巨大地下要塞（リーヌス〈アンドリュー・リー・ポッツ〉）
- ザ・ビーチ（リチャード〈レオナルド・ディカプリオ〉）※日本テレビ版
- サラマンダー（ジャレド）
- サンキュー、ボーイズ（トミー・ブッチャー〈ピーター・ファシネリ〉）
- 三銃士（ルイ13世〈ヒュー・オコナー〉）※テレビ朝日版
- サンタクローズ（バーナード〈デヴィッド・クラムホルツ〉）
  - サンタクロース・リターンズ! クリスマス危機一髪（バーナード〈デヴィッド・クラムホルツ〉）
- サンタリア 魔界怨霊 ※テレビ朝日版
- 3人のゴースト（スティーヴン・クーリー）※フジテレビ版
- ジェイソン・ボーン（ディソルト〈ヴィツェンツ・キーファー〉[468]）※BSテレ東版
- シャンヌのパリ、そしてアメリカ（フランシス・フォーテスキュー）
- 12日の木曜日（マーティン・バニスター〈ジム・スタージェス〉）
- ジュディ・ガーランド物語（ミッキー・ルーニー）
- 眞説・三国志（周瑜）
- 親切なクムジャさん（クンシク〈キム・シフ〉）
- 侵入者 消された叫び声（ノア・ヘンリー〈オースティン・バトラー〉）
- スーパーノヴァ（トロイ・ラーソン）
- スキャンダル（ロイ・ガイトン）
- スター・ウォーズ特別編（ルーク・スカイウォーカー〈マーク・ハミル〉）※日本テレビ版
- ステューピッド in NY（レドモンド）
- STUBER/ストゥーバー（ストゥー〈クメイル・ナンジアニ〉[469]）
- スペース・レンジャーズ（トミー〈リック・ラティーニ三世〉）
- すべての美しい馬（ジミー・ブレヴィンズ〈ルーカス・ブラック〉）
- 卒業の朝（ルイス・マスーディ〈ジェシー・アイゼンバーグ〉）
- ソプラノズ ニューアークに舞い降りたマフィアたち（トニー・ソプラノ〈マイケル・ガンドルフィーニ〉[470]）
- タイタニック（ジャック・ドーソン〈レオナルド・ディカプリオ〉）※日本テレビ版
- タイタンズを忘れない（アラン・ボズリー〈ライアン・ゴズリング〉）
- ダイ・ハード3（デクスター）※ソフト版
- ダンジョン&ドラゴン（リドリー・フリーボーン〈ジャスティン・ホーリン〉）※日本テレビ版
- チャイニーズ・ゴースト・ストーリー スーシン（アニン）
- チャイルド・プレイ3（アンディ・バークレー〈ジャスティン・ホーリン〉）
- デッド・エンド/特捜記者ブラティガンの挑戦（ベルボーイ、守衛、パイロット）
- デトロイト・ロック・シティ（ホーク〈エドワード・ファーロング〉）
- デモリション・デイ（ミッキー・ボイル）
- 天使にラブ・ソングを2（アマール〈ライアン・トビー〉）※日本テレビ版
- ドラゴンハート 新たなる旅立ち（ジョフ〈クリストファー・マスターソン〉）
- ドラゴン・ワールド（ジョニー・マッゴーワン〈アラステア・マッケンジー〉）
- トレマーズ（メルビン・プラグ〈ボビー・ジャコビイ〉）※テレビ朝日版
- 25年目のキス（ガイ・パーキンス）
- 200本のたばこ（トム〈ケイシー・アフレック〉）
- 2001人の狂宴（ハックルビリー・ブーン〈ライアン・フレミング〉）
- ニュー・ジャック・シティ（ダニエル）
- ハリー・ポッターと秘密の部屋（トム・マールヴォロ・リドル〈クリスチャン・コールソン〉）
- バレンタイン・デイ（マイケル〈ライリー・スミス〉）
- 晩秋（ビリー〈イーサン・ホーク〉）※テレビ東京版
- ヒマラヤ杉に降る雪（少年時代のイシュマエル・チャンバーズ）
- 秘密のラジオ・ガール（ギャビン〈アダム・ディマルコ〉）
- ヒューマノイド 遊星寄生体（ブッシュマ）
- ファイナル・デスティネーション（カーター・ホートン〈カー・スミス〉）※ソフト版
- VR.5（スチュワート・フィッシャー）
- フェーズ6（ダニー・グリーン〈ルー・テイラー・プッチ〉）
- フェーム（マイケル）
- フック（ジム）
- フラッド（ケニー）※日本テレビ版
- フリー・ウィリー（ペリー〈マイケル・バコール〉）※ソフト版
- ブレイド・マスター（靳一川〈リー・トンシュエ〉）
- ベートーベン2（新聞配達）
- ヘドウィグ・アンド・アングリーインチ（トミー・ノーシス〈マイケル・ピット〉）
- ヘリコップ（ニコ）
- ベルベット・ゴールドマイン（ブライアン・スレイド〈ジョナサン・リース＝マイヤーズ〉）
- ホーム・アローン（バズ・マカリスター〈デヴィン・ラトレイ〉）※ソフト版
- Born to be ワイルド（マーティJr.）
- ポルカ・キング（ミッキー・スタッツ〈ジェイソン・シュワルツマン〉）
- マーズ・アタック!（リッチー・ノリス〈ルーカス・ハース〉）※ビデオ版
- マーリー2 世界一おバカな犬のはじまりの物語（ボディ〈トラヴィス・ターナー〉）
- マイ・ガール2（ニック・ジグモンド〈オースティン・オブライエン〉）※ビデオ版
- マスター・アンド・ウォリアー（デヴィッド・バルフォー〈ブライアン・マッカーディー〉）
- マッド・ラブ（エリック〈マシュー・リラード〉）
- マディソン郡の橋（マイケル）※日本テレビ版
- マトリックス（キッド〈マット・ノーラン〉）※フジテレビ版
- ミステリー、アラスカ（スティーヴィー・ウィークス〈ライアン・ノースコット〉）
- ミセス・ダウト（クリス・ヒラード〈マシュー・ローレンス〉）※ソフト版
- ミミック（デイビス）※ソフト版
- ミュータント・タートルズ（ダニー〈マイケル・ターニー〉）※フジテレビ版
- ミュータント・ニンジャ・タートルズ2（キーノ〈アーニー・レイズJr.〉）※劇場公開版
- 野獣教室（フランキー・ロドリゲス）
- 野獣教師3（トニー）
- YAMAKASI（スパイダー〈ウィリアムズ・ベル〉）
- U Want Me 2 Kill Him／ユー・ウォント・ミー・トゥ・キル・ヒム（ジョン）
- ラスト・アクション・ヒーロー（スキージー）※ソフト版、フジテレビ版（デラックスエディションBlu-ray収録）
- ラブストーリー（オ・ジュナ〈チョ・スンウ〉）
- リコシェ/炎の銃弾※VHS版
- リトルマン・テイト（デーモン・ウェルズ）
- リプリー（トム・リプリー〈マット・デイモン〉）※ソフト版
- リベンジ・オブ・ザ・グリーン・ドラゴン（サニー〈ジャスティン・チョン〉）
- リメンバー・ミー（トンヒ〈パク・ヨンウ〉）
- レッドクリフ PartI（献帝〈ワン・ニン〉）
- レッドクリフ Part II -未来への最終決戦-（献帝〈ワン・ニン〉）
- ロゼッタ（リケ）
- ワイルドグリズリー（ジョシュ・ハーディング〈ライリー・スミス〉）
- ワイルド・スピードX2（ジミー）※ソフト版
- ワンス・アポン・ア・タイム・イン・チャイナ 天地発狂（クアン）

#### ドラマ
- iCarly（ルーベン、ネヴェル・パッパーマン[471]〈リード・アレクサンダー〉）
- アボンリーへの道（エルバート・ワーツ）
- ER緊急救命室
  - シーズン3 #18（ジェフリー〈ブレイン・ウィーヴァー〉）
  - シーズン4 #12（ガードナー）
  - シーズン6 #5（アーロン・ハーン〈スコット・ファーガソン〉）、#18（イーライ・エマーソン〈マット・ドハティ〉）
  - シーズン9（ショーン・シモンズ〈パトリック・フュジット〉）
  - シーズン11 #2（ロバート〈ロバート・パトリック・ブリンク〉）
- 1年に12人の男（チャ・ジノ〈オン・ジュウァン〉）
- WITHOUT A TRACE/FBI 失踪者を追え! シーズン2（テオ）
- X-ファイル（ギブソン・プレイズ）
- エレメンタリー4 ホームズ&ワトソン in NY #11（トビー・ダノン〈フィリップ・エッティンガー〉）
- 狼女の香り（ミック）
- オーシャンガール（ベニー・マルコビッチ）
- ザ・ソプラノズ 哀愁のマフィア（アンソニー・ソプラノ・ジュニア〈ロバート・アイラー〉）
- サム&キャット（ネヴェル・パッパーマン〈リード・アレクサンダー〉）
- 山河令（ジョウ・ズーシュー / ジョウ・シュー〈チャン・ジャーハン〉）
- 三国志演義（中国中央電視台製作・国際スタンダード版）（周瑜）
- CSI:10 科学捜査班（ジェイソン・デヴェロー〈ベン・フェルドマン〉）
- シークエスト（ルーカス・ウォレンチャック）
- 新アウターリミッツ（デレク・ティルマン〈ライアン・レイノルズ〉、ラスティ・ドブソン〈ライアン・フィリップ〉）
- 新アンタッチャブル（マイク・マーテル）
- 新スタートレック（ウェスリー・クラッシャー〈ウィル・ウィトン〉）
  - スタートレック:ディープ・スペース・ナイン 第3シーズン-（ジェイク・シスコ）
  - スタートレック:ヴォイジャー 第4シーズン-（ジェフリー）
- スーパーナチュラル シーズン10 #22（サイラス・スタイン〈コナー・プライス/Connor Price〉）
- セックス・アンド・ザ・シティ（カート・ハリントン）
- ZeroZeroZero 宿命の麻薬航路（クリス・リンウッド〈デイン・デハーン〉[472]）
- ゾーイの秘密アプリ（アダム・トンプソン〈アダム・ディマルコ〉）
- 大草原の小さな家（マシュー)
- 陳情令（ジン・グァンヤオ / モン・ヤオ〈チュウ・ザンジン〉）
- ドクタークイン 大西部の女医物語（ルイス）
- どこかでなにかがミステリー（クルー）
- パパにはヒ・ミ・ツ（ベン〈ニック・カーター〉）
- パワーレンジャー・S.P.D.（コナー・マクナイト / ダイノサンダーレッドレンジャー）
- ピンポン（台湾ドラマ）（リン・シャオ〈ピーター・ペン〉）
- ふたりは最高! ダーマ&グレッグ（フランク）
- ふたりは友達? ウィル&グレイス（フェルナンド）
- フルハウス（シルビオ）
- BULL / ブル2 法廷を操る男（タイマ・ワウネカ）
- ベイウォッチ シーズン5（ニック）
- 冒険野郎マクガイバー（サム）※マクガイバーの息子
- MAD MEN（ピート・キャンベル〈ヴィンセント・カーシーザー〉）
- ミレニアム（ケビン）
- 名探偵モンク（カール）
- ヤングライダーズ（ベンジャミン、ジェド、ドーキンス）
- 六龍が飛ぶ（イ・バンウォン〈ユ・アイン〉）

#### アニメ
- アイドル忍者タートルズ（ウォルト）
- ティンカー・ベル シリーズ（ボブル）
  - ティンカー・ベル
  - ティンカー・ベルと月の石
  - ティンカー・ベルと妖精の家
  - ピクシー・ホロウ・ゲームズ 妖精たちの祭典
- 長くつ下のピッピ（ロミオ）
- パーシーとどうぶつたち（ウサギ男 / ウサギ兄）
- バットマン・ザ・フューチャー
- バットマン:ブレイブ&ボールド（トルネードタイラント / トルネードチャンピオン）
- ブレイブ・リトル・トースター（変な電気器具）
- マイリトルポニー〜トモダチは魔法〜（スネイルズ）
  - マイリトルポニー: エクエストリア・ガールズ
  - マイリトルポニー・ガールズ: 虹の冒険
  - マイリトルポニー: エクエストリア・ガールズ - エバーフリーの伝説
- 魔道祖師（金光瑶[473]）
- リブート（ボブ）

#### その他吹き替え
- 地球ドラマチック『ブレインマン』（ダニエル・タメット）
- マペット放送局（かつてプリンスと呼ばれたアーティスト）
- ナショナル ジオグラフィック(ナレーション)
  - 検証！古代建造物の謎
  - 失われた暗黒時代の財宝
  - ヘロデ王：隠された王墓の謎
  - 発掘!ナイルに沈んだ王墓
  - 甦る!エジプトに眠る財宝 特別版〜前編・後編〜
  - どうぶつの先輩  クジラ

### 特撮
- スーパー戦隊シリーズ
  - 轟轟戦隊ボウケンジャー（2006年、邪悪竜デンベエの声）
  - 獣拳戦隊ゲキレンジャー（2007年、バエの声）
    - 電影版 獣拳戦隊ゲキレンジャー ネイネイ!ホウホウ!香港大決戦（2007年、バエの声）
    - 獣拳戦隊ゲキレンジャーVSボウケンジャー（2008年、バエの声）
    - 劇場版 炎神戦隊ゴーオンジャーVSゲキレンジャー（2009年、バエの声）

  - 海賊戦隊ゴーカイジャーVS宇宙刑事ギャバン THE MOVIE（2012年、バエの声）
  - 王様戦隊キングオージャー（2023年 - 2024年、ダグデド・ドゥジャルダンの声[474]）
    - 映画 王様戦隊キングオージャー アドベンチャー・ヘブン 完全版（2023年、ダグデド・ドゥジャルダンの声）
    - 王様戦隊キングオージャーVSキョウリュウジャー（2024年、ダグデド・ドゥジャルダンの声）
- 仮面ライダーシリーズ
  - 仮面ライダーキバ（2008年、タツロットの声）
  - 劇場版 仮面ライダーキバ 魔界城の王（2008年、タツロットの声）
- ウルトラシリーズ
  - ウルトラマンレグロス（2023年、ディアスの声[475]）
  - ウルトラマンブレーザー（2023年、アーくんの声）
  - ウルトラマンブレーザー THE MOVIE 大怪獣首都激突（2024年、アーくんの声[476]）

### 舞台
- マウスプロモーション
  - 第2回舞台公演「喜劇 新版・相続法概説」 - 富塚学役
  - 第3回舞台公演 喜劇「桜の田」（村役場放送アナウンス役 / 声のみ出演）
  - 第4回舞台公演「桜の花にだまされて」 - 安住康二役
- ヘロQカムパニー
  - 第28回公演 「リザードマン」（2013年5月29日 - 6月2日、Ｗキャスト） - 成瀬幸則役
  - 第33回公演 「もっけの幸いの「もっけ」ってモノノケの事なんだって。知ってる？」（2016年10月2日、日替わりゲスト） - 天火役
- SUPER SOUND THEATR
  - SUPER SOUND THEATRE「MARS RED」（2013年6月23日・22日、舞浜アンフィシアター） - タケウチ役
  - SUPER SOUND THEATRE「THANATOS」（2014年5月31日・6月1日、日本橋三井ホール） - エドムント・アインハルト役
  - SUPER SOUND THEATRE「MARS RED」（2015年9月26日・27日、舞浜アンフィシアター） - タケウチ役
- 「LOVE LETTERS」〜2014 24th Anniversary〜（2014年8月1日、渋谷・パルコ劇場） - アンディー役
- シーラカンスプロデュース Vol.2 舞台「W・シェイクスピア HUMAN」（2014年10月25日・26日、本多劇場） - ハムレット役
- 音楽朗読劇「白鷹の山」（2015年3月22日、富山県教育文化会館） - 天野幸太郎役
- ほし×こえ 〜声優星空プラネタリウム朗読会〜
  - ほし×こえ【秋】 石田彰＆大原さやか（2015年10月24日：仙台市天文台 / 25日：盛岡市子ども科学館）
  - ほし×こえ【冬】 石田彰＆大原さやか（2016年2月20日：盛岡市子ども科学館 / 21日：仙台市天文台）
  - ほし×こえ【大阪公演】 石田彰×吉野裕行（2017年6月18日、大阪市立科学館）
- 音楽朗読劇『VOICARION』
  - クリエ プレミアム音楽朗読劇VOICARION「女王がいた客室」（2016年8月29日、シアタークリエ） - アレクサンドル・パーレン役
  - クリエ プレミアム音楽朗読劇VOICARION II「Ghost Club」（2017年9月3日、シアタークリエ） - コナン・ドイル役
  - クリエ プレミアム音楽朗読劇VOICARION V「Ghost Club」（2019年6月30日、東京・明治座） - コナン・ドイル役
  - 『VOICARION III 博多座声歌舞伎 -信長の犬-』（2018年9月1日・2日、博多座） - 野口多門役
  - 『VOICARION VI 博多座声歌舞伎 -信長の犬-』（2019年7月20日・21日、博多座） - 野口多門役
  - 『VOICARION XI 御園座声歌舞伎 -信長の犬-』（2021年1月30日・31日、御園座） - 野口多門役
- 朗読劇「BLOOD+ 〜彼女が眠る間に〜」（2017年2月18日・19日） - ブルジェ役
- Wイシダ朗読劇『USHIROMUKI』
  - 東京公演（2019年5月11日・12日、かつしかシンフォニーヒルズ）
  - 大阪公演（2019年5月18日・19日、COOL JAPAN PARK OSAKATT）
- 最遊記朗読劇
  - 「最遊記朗読劇〜Alive〜」（2019年9月28日・29日、三郷市文化会館） - 猪八戒役
  - 「最遊記朗読劇〜Nothing to give〜（カミサマ篇）」（2021年1月10日、コロナにより配信のみ） - 猪八戒役
  - 「最遊記朗読劇〜Nothing to give〜【再演】」（2021年8月29日、松戸市文化会館森のホール21） - 猪八戒役
- 『鬼滅祭〜アニメ参周年記念祭〜』 鬼滅の宴 -無限列車編 朗読劇 （2022年4月17日、幕張メッセ、サプライズゲスト） - 猗窩座役
- 『ラヴ・レターズ〜2024 New Year Special〜』（2024年1月19日、PARCO劇場） - アンディー 役[477]
- バーチャル舞台劇『御伽噺（染）ver1.25_Alternative Feat. KAMITSUBAKI PHILHARMONIC ORCHESTRA』（2025年1月5日、門真市民文化会館 ルミエールホール / 2月6日、福岡県立ももち文化センター 大ホール） - 夏樹 役[478]
- 音楽朗読劇 READING HIGH premium『TAIL to TALE 〜Story from 義経千本桜〜』（2025年5月31日・6月1日、THEATER MILANO-Za）[479]

### 実写映画
- ラブ&ポップ（1998年、ヨシオの声）

### 映像商品
- 「オルゴール・レクイエム」
- 月刊アニメージュTV（Vol.21 アニジェクトX 挑戦する石田彰 / 石田彰を密着取材したもの）
- 月刊アニメージュTV（Vol.54 アニスター 特集・石田彰）2008/6/8更新回
- ETERNAL VALENTINE in HOTEL MAUSE
- GUNDAM BIG EXPO スペシャルステージ
- 銀魂 春祭り2010
- 銀魂 桜祭り2011
- 劇場版 銀魂 銀幕前夜祭り2013
- 銀魂晴祭り2016（仮）
- 銀魂華祭り2017（仮）
- 銀魂銀祭り2019（仮）
- 劇場版 幻想魔伝最遊記 サマーイリュージョン On the Movie
- 幻想魔伝最遊記 SUMMER ILLUSION 2002 MEMORIAL -REVERSE-
- 幻想魔伝最遊記 SUMMER ILLUSION 2002 MEMORIAL -DREAM-
- 幻想魔伝最遊記 スプリングイリュージョン 2001 〜三蔵・悟浄編〜
- 幻想魔伝最遊記 スプリングイリュージョン 2001 〜悟空・八戒編〜
- 五番街で逢いましょう メイキングDVD
- 最遊記シリーズ
  - 最遊記RELOAD REVOLVER EVOLUTION 2003 REPLY
  - 最遊記＋WILD ADAPTER Dice＆Guns
  - OVA「最遊記RELOAD -burial-」（スペシャルインタビュー映像）
  - 最遊記朗読劇 〜Alive〜（2019年9月28日・29日） 猪八戒 / 三郷市文化会館 大ホール
- 少年陰陽師 イベント“孫”感謝祭〜風雅に響く詩を聴け〜
- 声優だぁ〜いすき ビデオスペシャル
- セイント・ビーストケダモノたちの聖なる宴 コンプリート版（ビデオメッセージにて出演）
- セイント・ビースト 4thパーティ（ビデオメッセージにて出演）
- 戦国BASARAバサラ祭2012〜夏の陣〜 タブリエ・コミュニケーションズ
- Knave of Hearts
- テイルズ オブ フェスティバル2011
- ネオロマンスシリーズ
  - ライブビデオ ネオロマンスフェスタ
  - ライブビデオ ネオロマンスフェスタ3
  - ライブビデオ ネオロマンス・ライヴ 〜遙か祭 2005〜
  - ライブビデオ ネオロマンス・フェスタ 〜遙か祭2006〜
  - ライブビデオ ネオロマンス♥フェスタ 〜遙か祭2008〜
  - ライブビデオ ネオロマンス♥フェスタ 遙か十年祭
  - ライブビデオ ネオロマンス♥フェスタ 〜遙か祭2006〜 Blu-ray DX EDITION
  - ライブビデオ ネオロマンス♥ライヴ 〜遙か祭2005〜 Blu-ray DX EDITION
  - ライブビデオ ネオロマンス♥フェスタ 遙か祭2011 〜初春時代絵巻〜
  - ライブビデオ ネオロマンス♥フェスタ 遙か祭 スペシャルセット
  - ライブビデオ 遙かなる時空の中で3 Ultimate 感謝祭（特典CDのみ出演）
  - ライブビデオ ネオロマンス・イベント DVD-BOX Vol.1
  - ライブビデオ ネオロマンス♥フェスタ＆ライヴ 遙か祭 DVD BOX
- マウスプロモーション 第2回公演 新版・相続法概説
- マウスプロモーション 第4回公演 桜の花にだまされて
- Wイシダ朗読劇『USHIROMUKI』

### ナレーション
- Eネ!
- 月刊アニメージュTV
- 柔道グランドスラムTOKYO2010
- 全種類。ザ・コンプリーター
- そうだったんだ!アニメ「クラシカロイド」
- TVチャンピオン特別版レゴブロック王選手権
- 納得!きょうだい研究所
- 爆笑そっくりものまね紅白歌合戦
- プロ野球 ドラフト会議・前夜祭
- 未来日記-ANOTHER:WORLD-
- 月刊ハラスポ
- お菓子総選挙
- 林修の今でしょ！講座
  - 特別編 声優はスゴいんだ！！今、声優でしょ！2時間SP
  - 特別企画 東大で本当にやっている講義＆研究 2時間SP
- 国民・専門家・AIがガチで選ぶ戦国大名総選挙
- 国民13万人がガチ投票! アニメソング総選挙
- 乃木坂469th YEAR BIRTHDAY LIVE 〜前夜祭〜
- 鉄道ファンがガチ投票！駅総選挙

### ラジオ
※はインターネット配信。
- 電撃アワー レジェンド・オブ・クリスタニア〜はじまりの冒険者たち〜（1993年、文化放送）
- 聖刻覇伝 ラシュオーンの嵐（1994年 - 1995年、文化放送）
- ロードス島戦記〜風と炎の魔神〜（1994年 - 1995年、文化放送）
- 電撃アワー 極道くん漫遊記外伝（1994年、ラジオ大阪）
- 電撃うさぎアワー 極道くん漫遊記外伝2（1995年、ラジオ大阪）
- 彰と瞳のKnight of Midnight（1995年、文化放送）
- クリームソーダとギムレット（1996年 - 1997年、ラジオ日本→2007年 - 2014年、WAYUTA※・ラジ友※）
- たじまり・あきらの ばななサミット（1997年、ラジオ大阪）
- VIRTUAL ADVENTURE WEST（1996年、ラジオ大阪）
- 新撰組インターネットラジオ
- セイント・ビースト ケダモノたちのHEAVEN'S PARTY シリーズ（2003年 - 2010年、アニメイトTV※）
- 石田彰・岸祐二の五番街で逢いましょう（2003年 - 2004年、AM KOBE）
- VOICE STATION〜HOTEL MAUSU〜（2004年、AM KOBE）
- decade on NET ver Asuka 〜ラジオD・N・ANGEL〜（2005年、Victor Entertainment特設サイト内※）
- 今日のあきらさん。明日のかつゆきさん。（2012年 - 2017年、アニメイトモバイルシリーズ※→アニメイトTV※→アニメイトタイムズ※）
- くりぎむ!!〜クリームソーダとギムレット〜（2014年 - 2015年、音泉※）
- 石田彰と緒方恵美の劇場版「ペルソナ3」影時間ラジオ（2015年 - 2016年、劇場版公式サイト）[480]
- PSYCHO-PASS サイコパスラジオ 公安局刑事課24時 選択なき幸福【移植版】（2016年、音泉※）[481]
- ペルソナ20th ANNIVERSARY ペルソナラジオ（2016年、音泉※）

### CM
- 月刊Gファンタジー（エニックス）[要出典]
- 月刊ニュータイプ（角川書店）[要出典]
- サンデーCM劇場MÄR編（アルヴィス）[482]
- DSGアリーナ（渚カヲル）[要出典]
- 日清、日清ラ王[483]
- 「遊戯王デュエリストパック-エド編」（2006年）
- ユニリーバ・ジャパン、モッズヘア[483]
- バンダイ、最遊記RELOAD（2004年）[484]
- バンダイ、最遊記RELOAD GUNLOCK（2004年）[484]
- 小学館、サンデーCM劇場 ワイルドライフ（2004年）[484]
- バンダイ、機動戦士ガンダムSEED 連合vs.Z.A.F.T.（2005年）[484]
- フィールズ 、CR新世紀エヴァンゲリオン 〜使徒、再び〜（2007年）[484]
- ソニー・ミュージックエンタテインメント、39Anime×MusicCollaboration‘02-‘07 （2008年）[484]
- セガゲームス、チェインクロニクル（PVCM・2013年[485]、テレビCM・2014年[486] - 2016年[487]）
- アート引越センター（2019年 - 2020年[488]）
  - 「未来の引越を作るぞ篇」「共演篇 好きなんです」「共演篇 任せてください」（アーボットの声）
  - 「コマソン篇 石田彰さんナレーション」（ナレーション）
- 来世は他人がいい コミックス5巻発売記念CM（2021年、深山霧島) [489]
- ディズニープラス 新ディズニープラス、はじまる。TVCM30秒版(2021年)[490]
- イマジニア、Fit Boxing2 〜横浜流星と鬼コーチ編〜(2021年、ヒロ)[491]
- SPACE OUT(2005年、2006年、ナレーション)[492]
- もっとTV 豆しば もっとTV月額見放題パック(2014年)[493]
- セガ、オルタンシア・サーガ -蒼の騎士団- ☓エヴァンゲリオンコラボレーションイベント(2017年、渚カヲル)[494]
- 輪るピングドラム  劇場版『RE:cycle of the PENGUINDRUM (後編)僕は君を愛してる』公開カウントダウンボイス(2022年7月18日、多蕗桂樹) [495]

### 玩具
- サウンドロップ ヱヴァンゲリヲン新劇場版 渚カヲル
- サウンドロップ コンパクト 銀魂 桂小太郎
- タカラ ナースエンジェルりりかSOS りりかのおともだちハーブくん げんきになってね！
- バンダイ Voice I-doll シリーズ
  - Voice I-doll アスラン・ザラ
  - Voice I-doll ちびボイス SEEDClub あすらん・ざら
  - Voice I-doll ちびボイス 銀魂 桂小太郎
- バンダイ 仮面ライダーキバ 変身回転ブレス タツロット
- COMPLETE SELECTION MODIFICATION タツロット
- ウルトラマンブレーザー アースガロン COMPLETE EDITION

### パチンコ・パチスロ
- CR新世紀エヴァンゲリオン シリーズ（渚カヲル）
- パチスロ新世紀エヴァンゲリオン シリーズ（渚カヲル）
- ペルソナ3（主人公）
- CR 月下の棋士（佐伯宗光）
- CRサイボーグ009〜未知なる加速へ〜（アポロン）
- CR BLOOD+（ジョエル・ゴルドシュミット）
- CR 舞-HiME（炎凪）
- CR フィーバー覇王伝 零（宇海零）
- CR魔法先生ネギま!（2017年、フェイト・アーウェルンクス）

### その他コンテンツ
- パーソナルコンテンツサイト『石田彰の越前屋』
- オーディオブック ハッピーバースデー（藤原直人）
- 歌唱戦士 ガンダムSEED SCORE
- ポケット執事
- ポケット執事-fedelta-
- ポケット執事-ovest-
- ポケット執事-fiore-
- 天地人の声
- あやかし秘密の生徒会（藤原雅）
- JR西日本新幹線500系電車車内放送（500 TYPE EVA限定）2016年10月17日 - 2018年5月13日
- 日進市くるりんばす車内放送 2019年4月 - [5]
- 特別展『ブリューゲル展  画家一族 150年の系譜』（2018年1月23日 - 4月1日、東京都美術館。4月24日 - 7月16日、豊田市美術館。7月28日 - 9月24日、札幌芸術の森美術館） - 音声ガイド
- アート引越センター WEBアニメーションムービー（2019年、アーボット[496]）
- JRAオリジナルムービー「騎乗戦士ガンダムJRA -BEYOND THE TURF-」（2019年[497]）
- 最遊記RELOAD -ZEROIN-モデル Zeeny Lights 2コラボレーションイヤフォン 猪八戒デザイン（2022年、猪八戒[498]）
- 伊藤ハム『みんなでハムハム(ふたりでハムハム)』(2021年8月7日-、ハム係長)[499]
- スケジュール管理アプリ 美声秘書（2012年02月14日、西乃有輝）
- 声優ボイスアプリ 癒守石シリーズ（砂金）
  - 朝が苦手な貴女に（2012年1月19日）
  - いい夢が見たい貴女に〜（2012年1月30日）
  - 今日も頑張った貴女へ〜（201年2月24日）
  - 優しく看病されたい貴女へ〜（2012年4月6日）
  - 励まして欲しい貴女へ〜（2012年5月18日）
- スマートフォン向けアプリ銀魂アラーム第2弾（2013年7月3日、桂小太郎）[500]
- 絵本スタジオ シリーズ 〜さるかにばなし・かさこじぞう〜（2014年9月16日） 〜三びきのこぶた・はくちょうの王子〜（2014年11月19日）[501]
- ローソン「ごちろう時報」（2018年）[502]
- 音声ガイドアプリ松本城-戦う城（2018年10月26日 - ）[503]
- ネクスコ・エンジニアリング北海道 PV（2019年4月19日、ナレーション）[504]
- ネクスコ・エンジニアリング北海道「土木職」業務紹介PV（2020年2月21日、ナレーション）[505]
- ネクスコ・エンジニアリング北海道「施設職」業務紹介PV（2020年2月21日、ナレーション）[505]
- 池田模範堂『股間戦士エムズーン “股間フリーダム版”』〜第七話 ニセエムズーンとの秘話〜（2020年7月14日、エムズーン1号）[506]
- 島原城『MR歴史体験コンテンツ第一弾「Son of God 天草四郎 〜島原城に舞い降りた奇跡〜」』（2021年4月10日 - 、天草四郎）[507]
- CV部-YouTube-「#44ラップで頂点を目指すヤリス」（2021年2月22日） 「#45マイクの前にある丸いやつ（ポップガード）」（2021年10月27日、ポップガード）「#46噂の新入社員アクア」（2021年10月29日）[508]
- エヴァンゲリオン展 デジタルツアー（2021年3月26日 - 2021年9月30日）ナレーション[509]

## ディスコグラフィ

### シングル
|     | 発売日        | タイトル           | 規格品番   | オリコン最高位 |  |
| --- | ------------- | ------------------ | ---------- | -------------- |  |
| 1st | 1995年3月24日 | KNIGHT OF MIDNIGHT | VIDL-10608 |                |  |

### キャラクターソング
| 発売日         | 商品名                                                                      | 歌                                   | 楽曲                               | 備考                                                 |
| -------------- | --------------------------------------------------------------------------- | ------------------------------------ | ---------------------------------- | ---------------------------------------------------- |
| 1994年12月01日 | とんでぶーりん ぶの1                                                        | 石田彰                               | 「愛のチアガール」                 | イメージソング                                       |
| 1995年03月03日 | (超)くせになりそう♡シークレットストーリー                                   | 石田彰                               | 「僕のPower!」                     | イメージソング                                       |
| 1995年08月01日 | とんでぶーりん ぶの2                                                        | 石田彰                               | 「ぶーりんオーレ!」                | イメージソング                                       |
| 1996年01月31日 | 闘魔鬼神伝ONI オリジナル・サウンドトラック                                  | 石田彰                               | 「FRIENDS」                        | イメージソング                                       |
| 1997年02月05日 | スレイヤーズNEXT SOUND BIBLE3                                               | 石田彰                               | 「Secret〜誰かのメッセージ〜」     | イメージソング                                       |
| 1997年06月21日 | スレイヤーズTRY TREASURY☆VOX                                                | 石田彰                               | 「BUT BUT BUT」                    | イメージソング                                       |
| 2000年12月27日 | 八葉みさと異聞〜君恋ふる歌〜                                                | 石田彰                               | 「翳りの封印」                     | イメージソング                                       |
| 2002年01月19日 | 劇場版 幻想魔伝最遊記 Requiem キャラクターソングミニアルバム 〔four songs〕 | 石田彰                               | 「生命線…Something in my mind」    | イメージソング                                       |
| 2003年10月30日 | テニスの王子様 〜Kiss of Prince〜 Flame Version                             | 石田彰                               | 「Un Soir」                        | ゲーム挿入歌                                         |
| 2006年10月25日 | 吟遊黙示録マイネリーベ wieder キャラクターCD(5) ナオジ(石田彰)              | 石田彰                               | 「森羅万象」                       | イメージソング                                       |
| 2006年10月25日 | 吟遊黙示録マイネリーベ wieder キャラクターCD(5) ナオジ(石田彰)              | 石田彰                               | 「東風」                           | イメージソング                                       |
| 2018年8月24日  | BAKA-BONSOIR!                                                               | B.P.O -Bakabon-no Papa Organization- | 「BAKA-BONSOIR!」                  | テレビアニメ『深夜！天才バカボン』オープニングテーマ |
| 2018年8月24日  | BAKA-BONSOIR!                                                               | B.P.O -Bakabon-no Papa Organization- | 「BAKA-BONSOIR! Nano Order Remix」 | テレビアニメ『深夜！天才バカボン』関連曲             |

### その他参加作品
| 発売日        | 商品名                                                       | 歌                                                                                 | 楽曲           | 備考 |
| ------------- | ------------------------------------------------------------ | ---------------------------------------------------------------------------------- | -------------- | ---- |
| 2012年9月19日 | ディズニー声の王子様 第2章 〜Love Stories〜 Standard Edition | 石田彰、神谷浩史、下野紘、関智一、櫻井孝宏、緑川光、置鮎龍太郎、岡本信彦、山寺宏一 | 「小さな世界」 |      |